# Syndicalisme révolutionnaire
L'expression syndicalisme révolutionnaire désigne une pratique syndicale conçue en France dans les syndicats de la CGT entre 1895 et 1914 et alimentée par son application dans les syndicats d'autres pays industrialisés (États-Unis, Italie, Espagne…) jusqu'à nos jours.

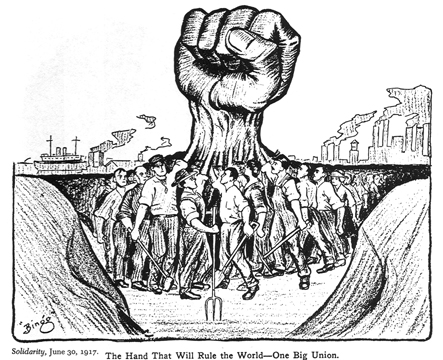

Le syndicalisme révolutionnaire propose une stratégie révolutionnaire pour établir le socialisme, avec une confrontation contre le capitalisme par l'auto-organisation des travailleurs et l'autonomie ouvrière, couplée à l'action directe et à la grève générale expropriatrice.
Le syndicalisme révolutionnaire est aussi appelé syndicalisme d’action directe, notamment par Jacques Julliard,.
Ce courant se distingue et s'oppose aussi bien au syndicalisme réformiste qu'aux partis politiques, par son adhésion au vieux principe : « L'émancipation des travailleurs doit être l’œuvre des travailleurs eux-mêmes » (slogan de l'Association internationale des travailleurs).
Le syndicalisme révolutionnaire a représenté un état d'esprit dominant dans la CGT française entre 1895 et 1920. En fédérant différentes sensibilités qui défendaient l'autonomie ouvrière contre les arrière-pensées politiques des socialistes guesdistes, il est reconnu comme un courant majoritaire lors du congrès de Bourges en 1904, puis lors du congrès d'Amiens en 1906 où fut votée une motion célèbre qui sera appelée plus tard la Charte d'Amiens.
Parmi les syndicalistes révolutionnaires les plus connus on trouve : en France, Fernand Pelloutier, le précurseur, Émile Pouget et Pierre Monatte, en Italie, Arturo Labriola et Enrico Leone, et aux Pays-Bas Christiaan Cornelissen.
Après la révolution russe, de nombreux syndicalistes révolutionnaires adhèrent à l'Internationale Syndicale Rouge qui servira de concentration des expériences syndicalistes révolutionnaires dans le monde et renouvellera la doctrine à l’orée de la montée du fascisme. La révolution russe aura un attrait particulier pour de nombreux syndicalistes révolutionnaires, mais sera un repoussoir pour d'autres. De nombreux syndicalistes révolutionnaires se tourneront vers le communisme ou fonderont l'anarcho-syndicalisme.
Ce type de syndicalisme est encore présent dans différents pays du monde, en France à travers des éléments minoritaires au sein de la CGT, de Solidaires et de la FSU organisé en tendance comme les Comités syndicalistes révolutionnaires ou Emancipation !, ou des confédérations, comme s'en réclament les CNT de France (CNT-F et CNT-SO). Dans le monde anglo-saxon (USA, UK, NZ…) et germanophone, les IWW mettent en pratique le syndicalisme révolutionnaire sans s'en réclamer explicitement.

## Tactique et pratique
La pratique syndicaliste révolutionnaire née dans les Bourses du travail, elle s'organise à travers des outils d'autonomie prolétarienne comme l'éducation populaire et professionnelle, la sociabilité et la culture ouvrière.
La stratégie syndicaliste révolutionnaire connaît plusieurs développements:

### La base française
Dans la CGT, le syndicalisme révolutionnaire se théorise autour de notions particulières: l'indépendance par rapport au capital et à l'état, l'action directe et la préparation au socialisme. De ces notions découlent plusieurs tactiques qui furent mises en pratique avec la construction de la CGT :

#### L'autonomieet l'action directe
L'action directe désigne le fait de ne pas passer par un représentant. Tourné directement contre les partis politiques parlementaires, l'action directe constitue le refus de la délégation de pouvoir à des partis politiques ou à l'État. L'action directe est donc directement corrélée à l'indépendance du syndicat. Le syndicat ne doit pas avoir d'attache avec l'État, avec les partis politiques et ne doit pas se référer à une idéologie politique,, et ce, afin d'être libre des jeux institutionnels, de ne pas subir de tutelle d'appareil et de pouvoir accueillir tous les travailleurs quelle que soit leur opinion.

#### Les syndicats d'industrie
Le syndicalisme d'industrie (industrial unionism en anglais) est une forme de structuration syndicale, où tous les travailleurs sont regroupés dans un syndicat à l'échelle de l'industrie (de la branche professionnelle). Elle s'oppose à des conceptions plus corporatives. Celle du syndicalisme de métier (craft union) qui était la norme au début du XXe siècle et l'est toujours dans certains pays. Elle s'oppose aussi au syndicalisme d'entreprise (company union), fortement associé au syndicalisme jaune à l’époque, qui voit les travailleurs séparés selon leur capitaliste respectif. Ces deux conceptions divisent les travailleurs, ce qui favorise le camp capitaliste et renferme des travailleurs sur eux-mêmes.
Au contraire, le syndicalisme d'industrie regroupe tous les travailleurs d'une même branche professionnelle. Les syndiqués sont donc coordonnés à l'échelle du territoire par les syndicats locaux d'industrie, et à l’échelle nationale par les fédérations d'industrie. Ils sont alors en mesure de connaître, de coordonner toutes les entreprises du territoire, et collectivement sont à même de contrôler la production puis de la réorganiser une fois la grève générale expropriatrice/la révolution prolétarienne advenue.

#### Les bourses du travail

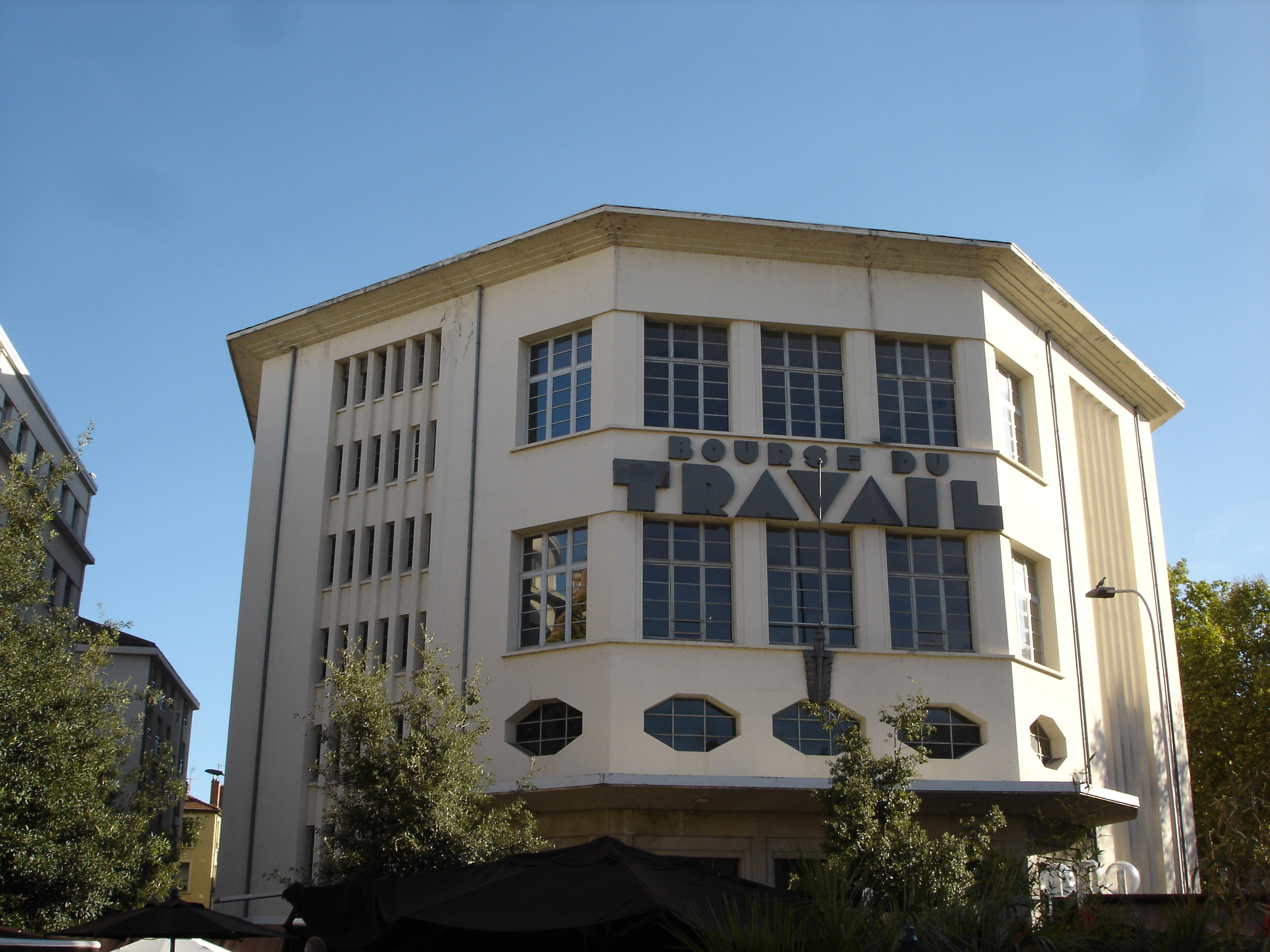
Bourse du Travail de Lyon

Les Bourses du travail sont avant tout des bâtiments alloués aux syndicats par les municipalités républicaines à des fins de bureau de recrutement. Cependant, elles deviennent vite le creuset d'une formidable vie collective. En plus de gérer les embauches, elles gèrent aussi les diverses caisses de secours ouvrières (chômage, maladie, viaticum…) et y sont domiciliées des associations culturelles ouvrières (clubs nature, de langue, de sport…). Elles servent également à l'éducation populaire et professionnelle, peuvent constituer le siège de coopératives socialistes ou encore de lieux de spectacle,,.

#### La grève générale expropriatrice

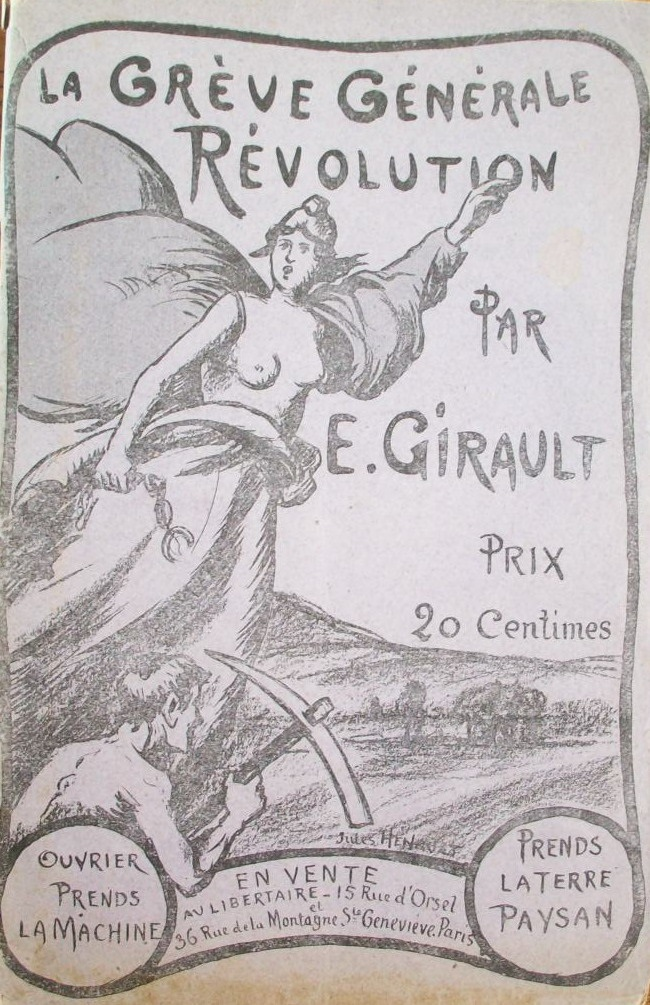
Couverture de La grève générale et la Révolution

La grève générale est l'arrêt du travail par une majorité des travailleurs d'un territoire. Son but est la transition entre le capitalisme et le socialisme, car une fois assuré de sa force, le prolétariat est censé reprendre en main la production. La grève générale est quelque peu mythifié par les syndicalistes révolutionnaires, mais au début du XXe siècle aucune n'as encore eu lieu. Le terme de grève générale, utilisé au début du siècle à perdus de sa valeur, et il est maintenant plus précis de parler de grève générale expropriatrice. La grève générale n'est pas théorisé comme spontanée, mais comme l'aboutissement d'une démarche de renforcement du prolétariat et doit être préparée.

### Les ajouts de l'ISR

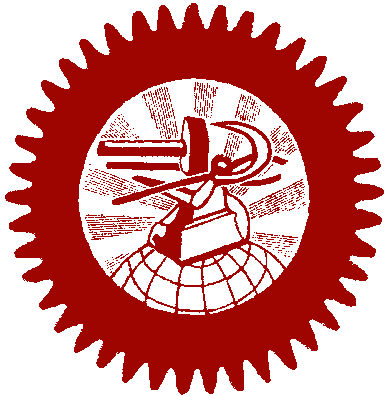
Logo de l'ISR

Après la révolution russe, de nombreux syndicalistes révolutionnaires rejoignent l’Internationale Syndicale Rouge. Cela leur permet de mettre en commun les expériences dans les différents pays, mais aussi les nouvelles expériences avec la montée de partis communistes et du fascisme.

#### Le Front unique ouvrier

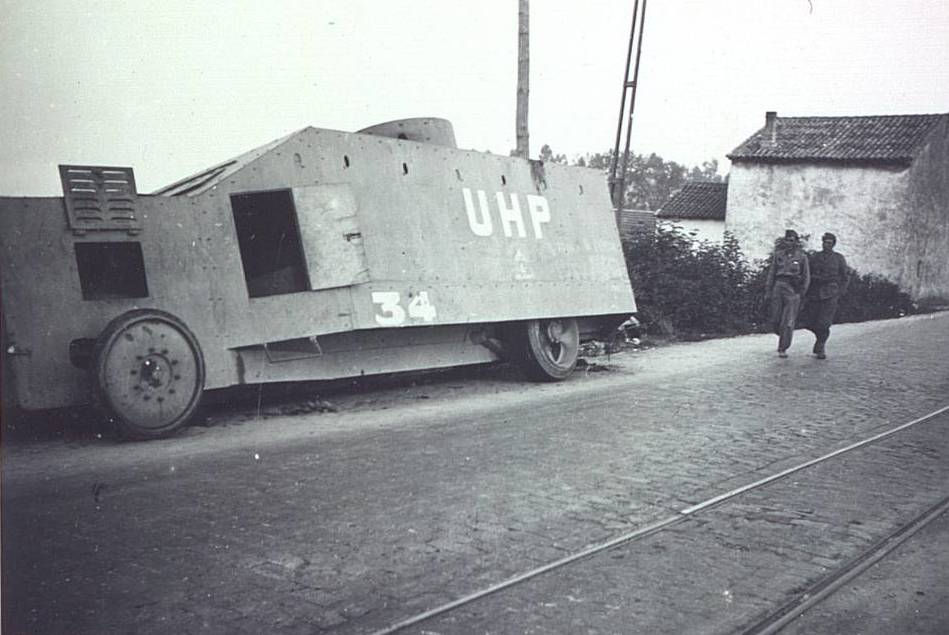
Camion blindé pendant la Guerre d'Espagne arborant le sigle UHP

Avant même la Première Guerre mondiale, certains pays connaissent déjà une division syndicale, par exemple le CNT et l'UGT en Espagne. Toutefois, les tensions dans les partis ouvriers lors et à la suite de la Première Guerre mondiale occasionnent la scission ou la création de nouveaux organes ouvriers. Le Front unique est alors le travail en commun de toutes les organisations de classe pour obtenir une situation révolutionnaire. Une traduction directe du front unique est la volonté d'unification ou de réunification des syndicats et des travailleurs, quelle que soit leur école politique,.
Le front commun Uníos Hermanos Proletarios (UHP) a mené la révolution Asturienne en 1934.

#### L'antifascisme

Drapeau des Arditi del Popolo (reconstruction)

Logo des trois flèches, symbole de l'antifascisme

L'arrivée du fascisme pose de nouveaux problèmes. En plus de la répression légale, ce mouvement autonome s'affronte fortement avec les organisations ouvrières. Les travailleurs italiens sont les premiers à en faire les frais, mais permettront d'avoir un premier recul sur la matière avec les actions unitaires des Arditi del Popolo, minés par une division politique. Le fascisme est analysé comme une contre-révolution, le prolétariat italien ayant perdu le Biennio Rosso, il permet la création d'un nouveau mouvement par des classes moyennes autonomes.

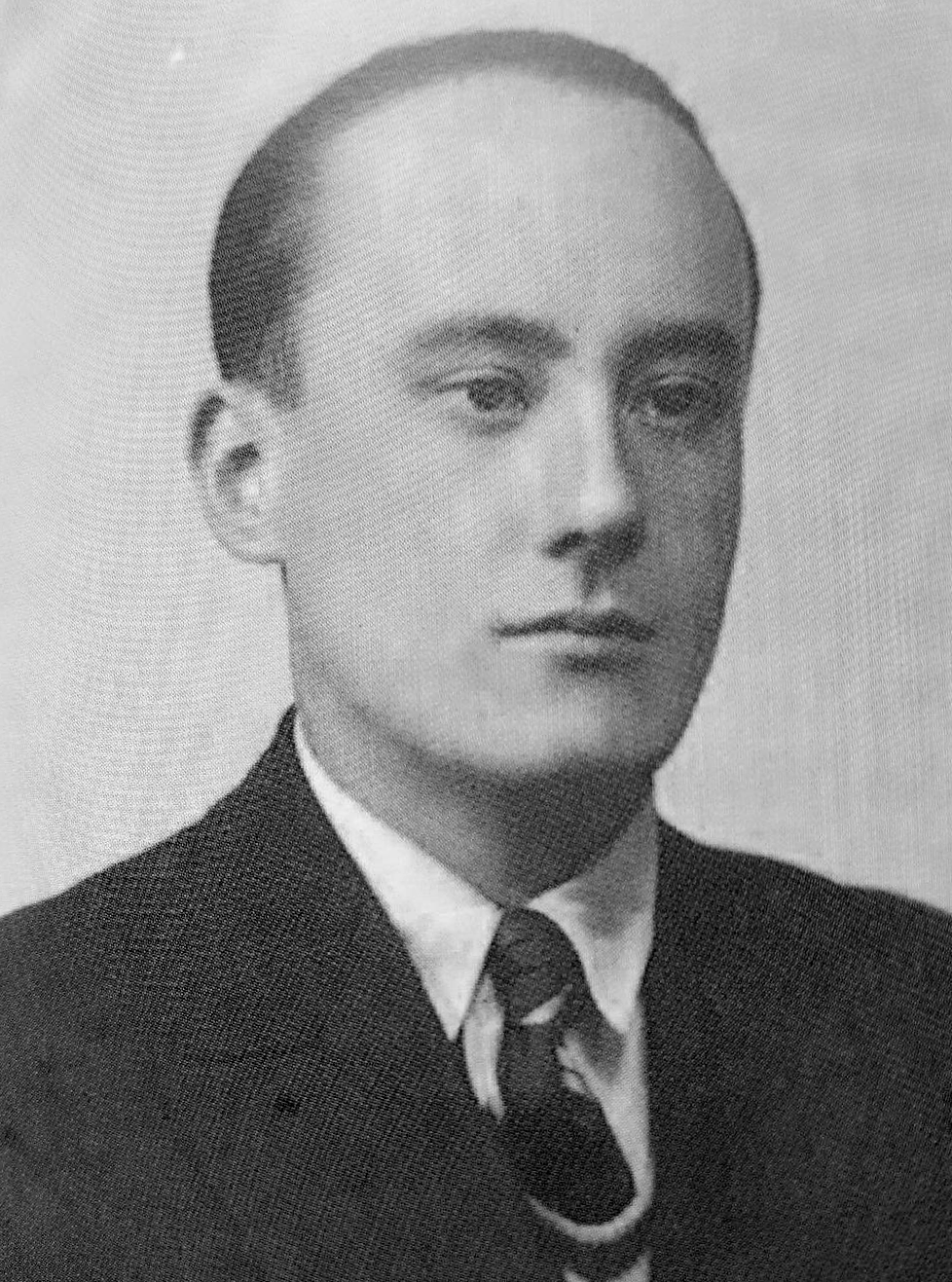
Danièl Guérin

Un antifascisme violent et autonome de l'État est assumé afin de se protéger et de combattre le fascisme. Le fascisme est analysé plus en profondeur avec les études de Daniel Guérin entre 1933 et 1936. Daniel Guérin analyse l'origine du fascisme, de ses troupes et la mystique qui les anime; sa tactique offensive face à celle, trop légaliste, du mouvement ouvrier ; le rôle des plébéiens qui le rejoignent ; son action anti-ouvrière et sa politique économique (une économie de guerre en temps de paix). Le mouvement ouvrier est pris de court par le fascisme, et la seule issue pour sa sauvegarde est de gagner le pouvoir plus vite que les fascistes. Guérin montre aussi l'adaptation du fascisme en fonction de sa proximité du pouvoir, partant d'un groupe très radical aux prétentions anticapitalistes, pour se transformer en une force d'opposition parlementaire ne remettant plus en cause que les mauvais capitalistes et enfin un parti unique coopérant avec les capitalistes nationaux.

#### La tendance syndicale
Alors que les confédérations syndicales d'avant guerre étaient en majorité syndicalistes révolutionnaires, et que de nombreuses actions pacifistes et anti-militaristes étaient organisées par les tenants du syndicalisme révolutionnaire, elles ne s'y sont pas opposées en action. Dans la CGT l'analyse faite par ces derniers est que cela avait été dû à la non-organisation des Syndicalistes Révolutionnaires, ne se coordonnant qu'à travers leurs publications. Après guerre, les syndicalistes révolutionnaires, d’abord avec l'initiative de Marie Guillot, se regroupent en Comités syndicalistes révolutionnaires (CSR), afin de se regrouper et de faire vivre une tendance dans les syndicats, et d'arracher la direction de la confédération à des réformistes qui ont cautionner la guerre. Quelques années plus tard, des CSR sont créés en Espagne sur le même modèle, afin de combattre l'influence anarcho-syndicaliste grandissante de la FAI dans la CNT.
La tendance syndicaliste révolutionnaire a comme but de développer les tactiques du syndicalisme révolutionnaire, en regroupant les syndiqués qui s'en revendiquent, ce qui permet d'analyser la situation et de réactualiser les tactiques employées et de former ses membres, notamment par la collectivisation des expériences.

#### La coordination internationale
La structuration internationale des syndicalistes révolutionnaires a été tentée quelquefois, cependant elle n'a jamais eu lieu. L'ISR a permis cette structuration et la réflexion alimentée par des expériences dans divers pays permet une amélioration. De plus, la situation du prolétariat d'un pays est très dépendante de celle du reste de la planète.

## Histoire

### Racines

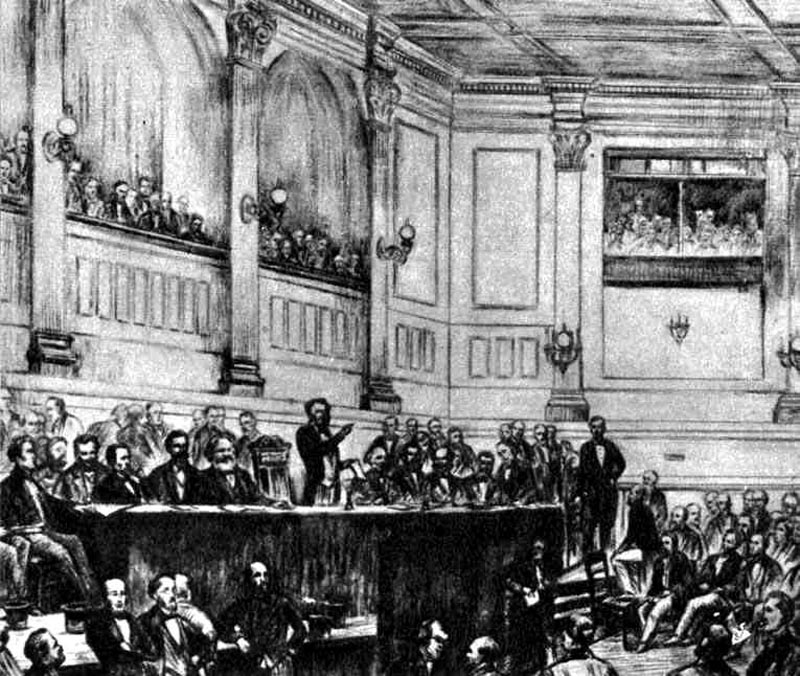
Premier congrès de l'AIT

Le syndicalisme naît en Allemagne et au Royaume-Uni, il organise dans un premier temps les ouvriers qualifiés issus des métiers de l'artisanat et de la petite mécanique, mais aussi les manœuvres polyvalents du bâtiment et de l'usine, les terrassiers et, en Italie, les ouvriers agricoles, puis les mineurs. Au niveau mondial, l'Association internationale des travailleurs (AIT) ou première internationale est une première organisation des travailleurs pour eux-mêmes, et sert d'embryon de syndicat en France alors que la coalition est interdite. Les orientations de l'AIT avant l'exclusion du courant libertaire seront partagées par les Syndicalistes Révolutionnaires, qui voient dans la CGT la filiation de cette AIT, notamment le regroupement sur une base de classe et non politique et parlementaire, sur une forme fédérative plutôt que centralisé et sur un internationalisme farouche.

### La naissance du syndicalisme révolutionnaire (1885-1906)
Les syndicats allemands et du Royaume-Uni donnent lieu à la création de partis politiques travaillistes, mais en France la répression de la Commune et l'interdiction des coalitions ouvrières fait que syndicats et partis politiques se sont créés en même temps. Jean Barberet tente de fédérer les groupes ouvriers dans le Cercle de l'Union syndicale à partir de 1872, mais celui est écarté au congrès de 1879, et l'accord se porte sur une base d'opposition au parlementarisme.

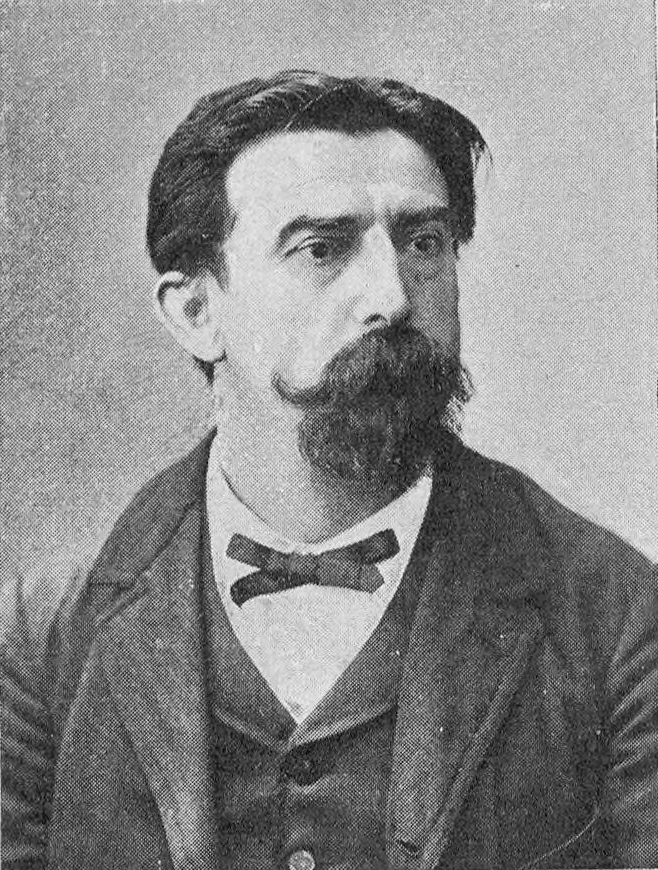
Jean Allemane, typographe, syndicaliste et politique

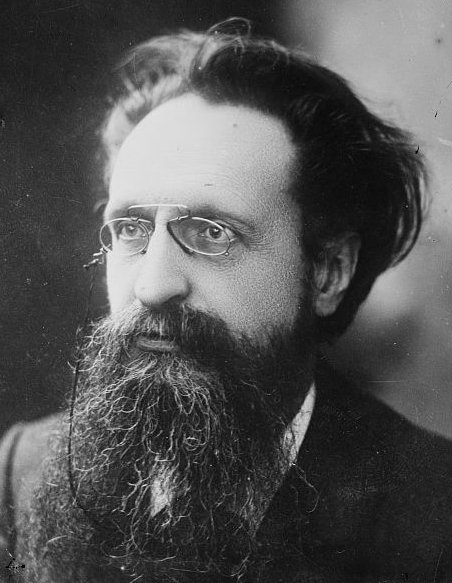
Jules Guesde, expéditionnaire-traducteur et politique

Les groupes politiques se regroupent plus rapidement que les syndicats. Mais regroupant sur une base d’opinion plutôt que de classe, les partis politiques sont vite divisés, et en France existe alors quatre partis politiques (POSR Allemaniste, POF guesdiste, CRC blanquiste, FTSF Broussiste/Possibiliste) en 1882. La vraie coupure entre politique et syndicat se passe en 1886, où un congrès ouvrier est réservé aux délégations syndicales en vue de créer une fédération, la Fédération nationale des syndicats. Celle-ci est cependant vite contrôlé par le POF.
En parallèle se créent de nombreuses Bourses du travail en France, et s'y investissent les militants Allemanistes du POSR, qui ont une approche plus syndicale que politique. Les Bourses du travail se fédèrent en 1892, leur nombre passe de 10 à leur fédération à 157 en 1910. L’essor syndical, et le potentiel d'autonomie que donne les bourses, couplé à des décennies de propagande par le fait qui donne peu de résultat résulte en l'investissement des anarchistes dans le monde syndical. Le syndicat devient alors le creuset de la pensée révolutionnaire, les socialistes révolutionnaires apportant la grève générale et l’antimilitarisme, les anarchistes y ajoutant le fédéralisme et l'autonomie.
La CGT est née en 1895 pour inciter les travailleurs à s'émanciper selon les modalités définies par la Première Internationale (AIT). Dans un premier temps, ces modalités prennent la forme du projet de grève générale insurrectionnelle, dans le but d'abolir le salariat et de renverser la société bourgeoise.
Cependant, cette politique change en 1902, car la grève générale n'arrive pas, les différentes fédérations ne se mettant pas d'accord entre elles,une série d’événements poussant certaines fédérations à plus de combativité que d'autres. Ces fédérations de la CGT produisent alors de nombreuses grèves partielles qui éclatent dans toute la France. Désormais, et c'est la particularité du syndicalisme révolutionnaire, le syndicat se doit d'être à la fois l'organe de l'amélioration du quotidien du travailleur et l'organe qui accouchera de la société future à travers la révolution, société égalitaire et fraternelle.
En 1906, la Charte d'Amiens confirme le rejet de toute affiliation politique et proclame l'indépendance irréductible de la confédération par rapport aux partis socialistes et groupes anarchistes. C'est une autre particularité du syndicalisme révolutionnaire : le syndicat n'est pas envisagé comme un relais d'un parti politique, contrairement aux syndicalismes anglais et allemand. La charte d'Amiens est une victoire des SR, et est voté à 830 voix sur 839, mais cela ne représente pas pour autant une hégémonie des Syndicalistes Révolutionnaires dans la CGT. En effet, elle est votée par les délégués Syndicalistes Révolutionnaires, mais aussi pas les délégués réformistes, et ce en opposition aux délégués guesdistes, qui prônent un lien entre parti et syndicat. C'est sur la notion d'autonomie syndicale, et non sur celle révolutionnaire que se fait le consensus.

### L’essor (1906-1914)

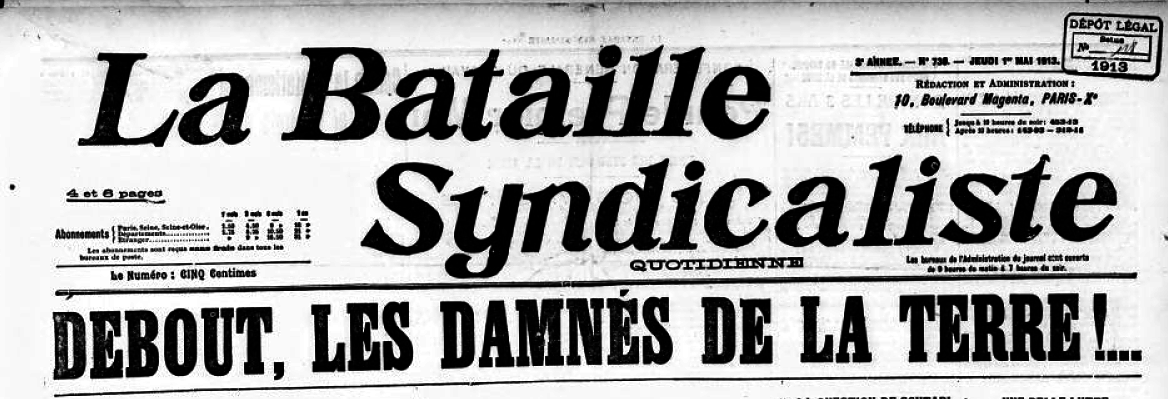
Le journal "La Bataille syndicaliste" est le quotidien des syndicalistes révolutionnaire français entre 1911 et 1915.

#### Le syndicalisme révolutionnaire dans le monde
Le syndicalisme français marque fortement les esprits. Alors que les partis sociaux-démocrates se tournent vers un réformisme institutionnel (Kautsky et cie.) ou que les syndicats de métiers ne regroupent que les ouvriers qualifiés, de nombreux militants entretiennent des relations avec la CGT. Durant cette période, des organisations et des tendances syndicalistes révolutionnaires naîtront dans tous les pays industrialisés :
- En Amérique du Nord, les membres dissidents de l'AFL, alors réservé aux blancs forment ensemble les Industrial Worker of the World (IWW) en 1905[29],[30], et adoptent un préambule à leur constitution avec les mots d'ordres SR[31]. Si les IWW naissent aux États-Unis, leur ambition est de créer un syndicat international, et l'immigration ainsi que les liens privilégiés avec les pays anglo-saxons vont permettre la création au début du siècle d'IWW au Royaume-Uni, en Afrique du Sud et en Australie notamment.
- En Espagne, les syndicalistes indépendants ou adhérents à l'Union générale des travailleurs (UGT), syndicat affilié au Parti socialiste espagnol (PSOE) forment en 1910 la Confédération nationale du travail (CNT) - ayant été interdit de prendre le nom de CGT par le gouvernement - pour se regrouper, accroître leur nombre et avec comme but une unification sur une bases non politique avec l'UGT[32].
- En Irlande, le syndicaliste révolutionnaire James Larkin est expulsé du National Union of Dock Labourers (en), et fonderas alors le Irish Transport and General Worker' Union (ITGWU)[33],[34].
- En Allemagne, l’Association libre des syndicats allemands (FVdG), créé sur une base fédérative et localiste prend forme en 1903, et ses militants qui sont exclus du Parti Social-Démocrate (SPD) en 1908 se tournent vers le syndicalisme révolutionnaire.
- En Italie, la Confédération Générale du Travail (CGdL) se forme en 1906, mais les socialistes gagent la majorité et alors quelques années plus tard ses membres plus radicaux forment l'Unione Sindicale Italiana (USI) d'inspiration SR.
- La Fédération Ouvrière Régionale Argentine (FORA) voit le jour en 1901, et connaît un développement similaire, mais ce sont ici les anarchistes qui deviennent majoritaires, et en 1905 la FORA se prononce pour un communisme libertaire, qui entrainera plus tard en 1915 une scission entre SR et anarchistes.
- En Angleterre, le Royaume-Uni connait la création éphémère d'un parti de type DeLeoniste, qui éclate vite. En 1910, Tom Mann qui revient d'Afrique-du-Sud créer l'Industrial Syndicalist Education League (en) (ISEL), qui est en premier lieu une tendance syndicale dans la Trade-union Congress (TUC). L'ISEL réunit tous les syndicalistes révolutionnaires du Royaume-Uni, et ce alors que les ouvriers anglo-saxons sont particulièrement revendicatifs. Cependant, l'ISEL se désagrège alors qu'une ligne impulsé par Guy Bowman se rapproche des IWW et veut transformer l'ISEL en un syndicat, alors que celle de Tom Mann veut maintenir l'ISEL dans la TUC en tant que tendance[35]. Le courant woblies fondera en 1913 les IWW au Royaume-Uni.
- En Afrique du Sud, le syndicat Industrial and Commercial Workers' Union (ICU) qui se transforme vite en IWW SA à partir des années 1910[36],[37].
- En Suède, la Grande grève de 1909 est un désastre, les ouvriers poussant leurs directions syndicales vers une direction insurrectionnelle qu'elles ne souhaitaient pas. La leçon est tirée, et l'année d'après les ouvriers radicaux créent la Sveriges Arbetares Centralorganisation (SAC)[SF 1].
- En 1909, la Fédération des mineurs de Nouvelle-Zélande, récemment reformée après une grande grève en 1908 et sous influence des Wobblies change son nom pour la New Zealand Federation of Labour (en) aussi appelé The Red Federation - La fédération rouge et regroupe plus que les mineurs. En 1912 elle regroupe un quart des travailleurs de Nouvelle-Zélande[SF 2],[38],[39].
- Aux Pays-Bas, le Secrétariat National du Travail (NAS) créé en 1893, se rapproche du syndicalisme révolutionnaire à partir du départ des socialistes qui fondent leur propre fédération syndicale.
- En Belgique, les syndicats sont organisés dans le Parti ouvrier belge (POB), dans lequel une commission syndicale est créée à la demande des syndicalistes, et cette commission se détache du POB car acceptant des syndicats indépendants du POB. À la suite de la grève générale de 1902, où le POB se trouve devant le fait accompli, les syndicats indépendants organisent des congrès ensemble, et des syndicats révolutionnaires se créent (par exemple chez les mineurs et les mécaniciens). En 1904, un congrès anarchiste a lieu et donne création à la fédération amicale des anarchistes ; en marge de ce congrès est décidée la création d'une confédération syndicale d'inspiration syndicaliste révolutionnaire d'inspiration Cégétiste. C'est en juin 1905 que la Confédération générale du travail Belge (CGT B) naît, regroupant une centaine de délégués[40].

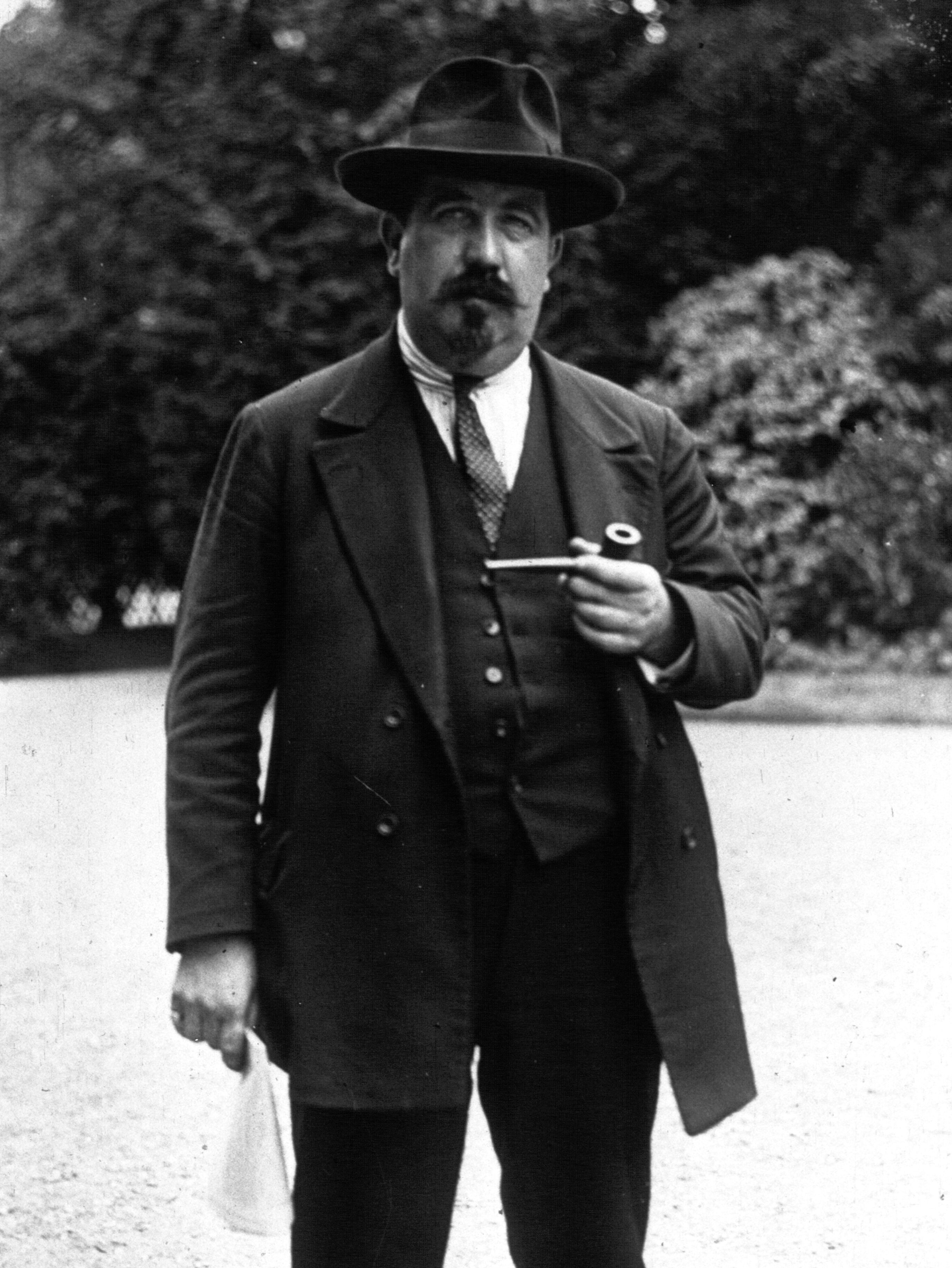
Léon Jouhaux

En France, le syndicalisme révolutionnaire entre en crise en 1908-09, avec la grève de Draveil-Villeneuve-Saint-Georges, violemment réprimée par Clemenceau. Plusieurs grévistes sont tués, à bout portant, par l'armée. Clemenceau fait arrêter les principaux cadres de la CGT, absents lors du Congrès de Marseille d'octobre 1908. Avec l'adhésion de l'importante Fédération des métallurgistes, plus modérée, les syndicalistes révolutionnaires perdent du terrain. Après l'emprisonnement des leaders de la CGT en représailles de la grève de Draveil, Louis Niel, réformiste est élu en tant que secrétaire confédérale à une voix près. L'année suivante, c'est Léon Jouhaux, alors syndicaliste révolutionnaire qui le remplace. Mais Jouhaux ne reste pas fidèle au SR, et passe au réformisme.
L'indépendance de la CGT par rapport aux autres organisations politiques est mise à rude épreuve : d'un côté la SFIO cherche des électeurs pour arriver au pouvoir et a une assise importante dans de nombreuses fédérations, de l'autre les anarchistes veulent faire triompher une ligne radicale et anti-autoritaire.
À partir de 1910 environ, le syndicalisme révolutionnaire épouse la restructuration industrielle en cours en se transformant en syndicalisme d'industrie, c'est-à-dire en organisant les ouvriers non plus par métier, mais par branche dans des syndicats locaux d'industries. Les ouvriers spécialisés, notamment dans la mécanique et l'industrie lourde, devinrent alors le fer de lance de ce syndicalisme de combat[réf. nécessaire]. Cette évolution, moins nette en France, fut très marquée en Italie, aux États-Unis et, dans les années 1920, en Argentine[réf. nécessaire].

#### L'arrivée de la guerre
Lorsque la Première Guerre mondiale, la CGT se rallie à l'« Union sacrée ». Devant le cercueil de Jean Jaurès fraîchement assassiné Jouhaux proclame : « Avant d'aller vers le grand massacre, au nom des travailleurs qui sont partis, au nom de ceux qui vont partir, dont je suis, je crie devant ce cercueil toute notre haine de l'impérialisme et du militarisme sauvage qui déchaînent l'horrible crime. » abandonnant alors la promesse des grèves générales insurrectionnelles auparavant prônées par Gustave Hervé dans La Guerre sociale afin de mettre en échec les stratégies « bourgeoises » et « nationalistes ». La CGT avec Jouhaux ne s'oppose donc pas à la mobilisation le 1er août 1914. Sans protestation ni grève l'appareil syndical s'est rallié à l'Union sacrée ; ses militants les plus en vue sont exemptés du Front. De leur côté, les syndicats allemands contrôlés par le SPD, ne mobilisent pas, trahissant comme la CGT la solidarité internationale entre travailleurs. La FVdG est rapidement censuré et réprimé pour ses positions antimilitaristes. En Italie, l'USI est dirigée par l'aile favorable à l'intervention de l'Italie dans la Première Guerre Mondiale aux côtés de l'Entente, qu'elle jugeait défendre les intérêts de la démocratie contre la "barbarie" du Reich allemand. De nombreux membres de l'IWW s'opposèrent à la participation des États-Unis au premier conflit mondial. L'organisation vota une résolution contre la guerre à son congrès de novembre 1916, mais depuis début 1914 ils subissent une forte répression, les milices patronales travaillant de concert avec la police pour réduire les IWW au silence.

### La tendance internationale (1914-1926)

#### LeCongrès syndicaliste international(en)

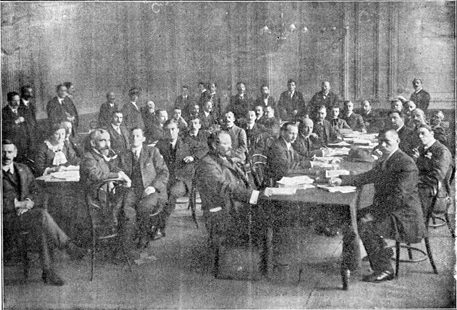
Réunion du premier Congrès syndicaliste international à Londres (1913).

Après 1913, avec l'ISEL, le NAS et la FVdG montrent leurs premiers intérêts internationalistes. Mais il y a au début des difficultés d'organisation et la CGT, la plus grande organisation syndicale, refuse de participer car elle est déjà adhérente de la Fédération syndicale internationale de tendance social-démocrate. Le premier congrès syndicaliste international a lieu du 27 septembre au 2 octobre 1913 à Londres, au Holborn Town Hall. Les délégués présents sont allemands, britanniques, suédois, danois, néerlandais, belges, français, espagnols, italiens, cubains, brésiliens et argentins et des liens vers des organismes norvégiens, polonais et américains. Fritz Kater est avec Jack Wills (plus tard, Jack Tanner (en)) élu président du Congrès. Le congrès parvient difficilement à un accord sur beaucoup de points, notamment sur la division comme c'est déjà le cas en Allemagne et aux Pays-Bas. Les allemands et les néerlandais sont d'avis que les syndicats doivent choisir entre le syndicalisme et le socialisme, tandis les Français, les Espagnols et les Italiens, comme Alceste De Ambris de l'USI, ne veulent pas de nouvelles divisions. En conséquence, le congrès se demande si son sens consiste à renforcer les relations entre les organisations syndicalistes ou si une Internationale syndicaliste va diviser. Le différend aboutit en faveur des opposants à une nouvelle organisation, mais il est convenu de mettre en place un bureau d'information. Le siège du bureau sera à Amsterdam et publiera un Bulletin international du mouvement syndicaliste (en). La plupart des membres, dont De Ambris, considère le congrès comme un succès. Un deuxième congrès est prévu deux ans plus tard mais n'a pas lieu à cause de la Première Guerre mondiale. Le Bulletin paraît dix-huit fois puis s'arrête avec la guerre.

#### Pendant la Première Guerre mondiale

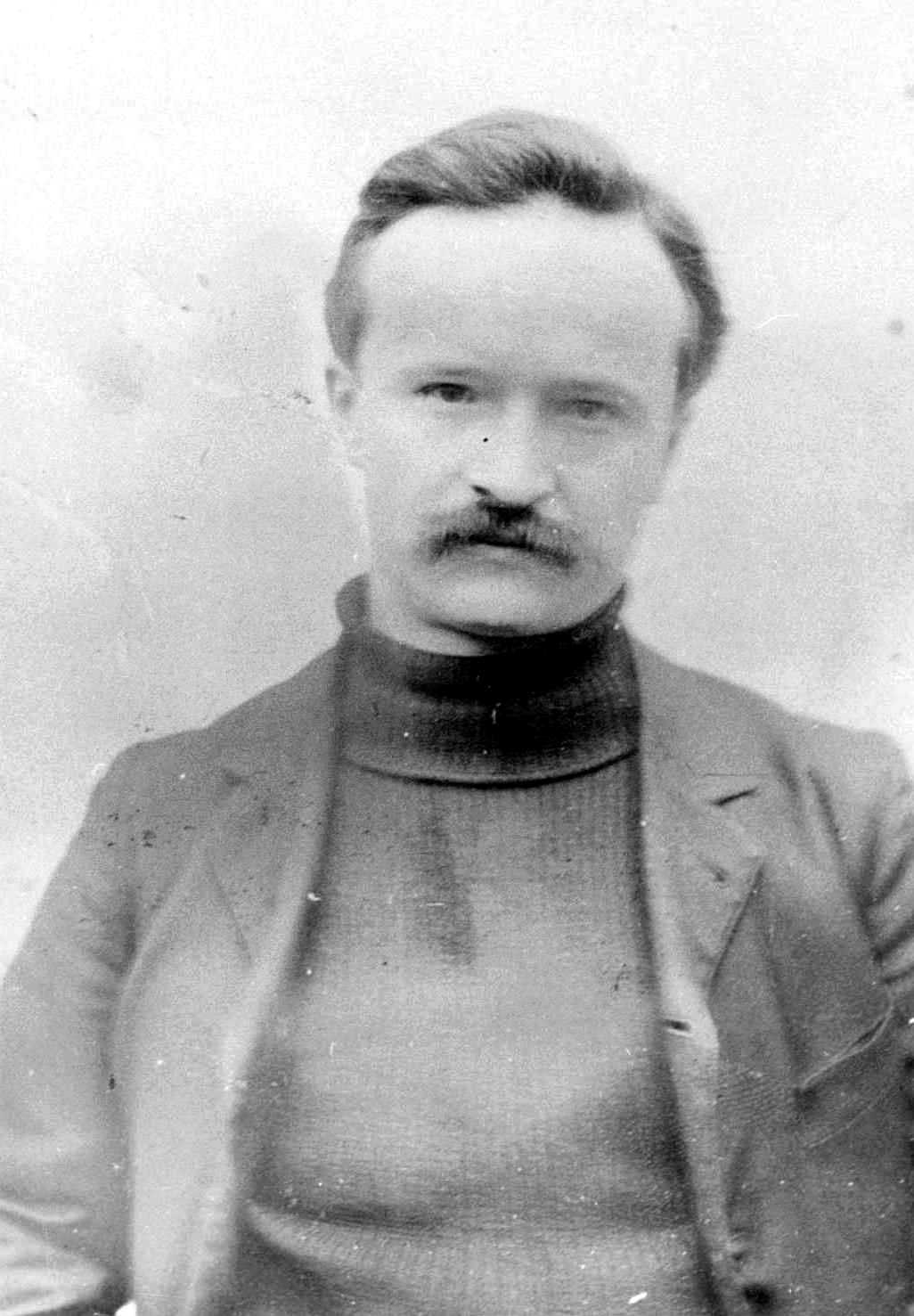
Pierre Monatte

C'est à partir de 1915, année de Zimmerwald, qu'une poignée de militants de La Vie ouvrière, avec Pierre Monatte, tenus en marge et jusque-là privés de moyens d'expression, commencent à se faire entendre. Jamais durant toute la guerre la direction de la CGT ne relèvera le drapeau de l'antimilitarisme qu'elle tenait pourtant déployé avant.

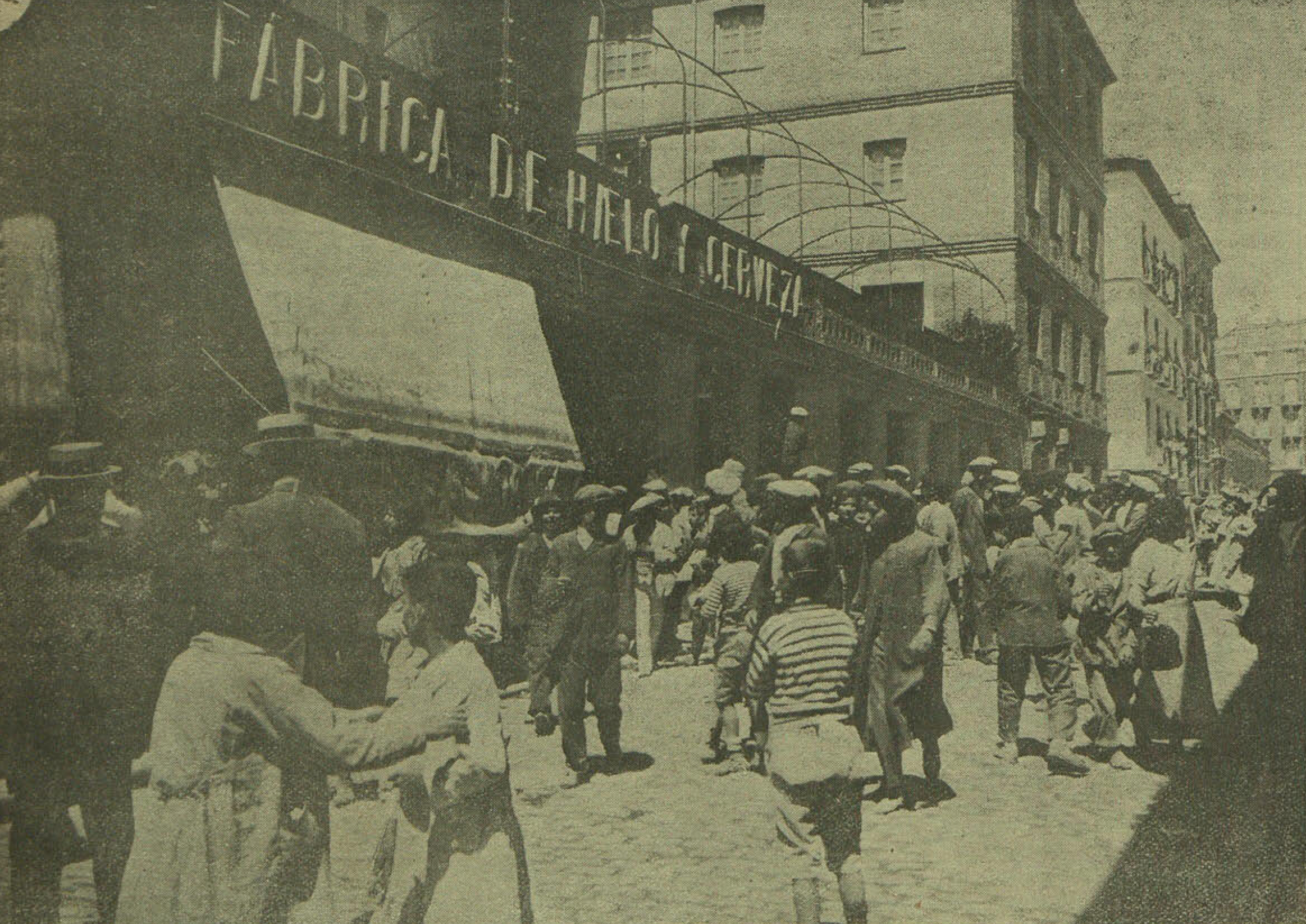
Photo de la grève générale de 1917 en Espagne, ici devant une usine de bière

L'Espagne reste neutre durant la Première Guerre mondiale. Les partis dit dynastiques restent déconnectés de la société civile et des aspirations populaires, le Parti socialiste, les républicains, les nationalistes catalans et basques l'expriment davantage. L'année 1917 est celle des révoltes : l'armée s'agglomère autour des Juntes de défense ; républicains et socialistes s'unissent pour offrir une alternative au régime ; nationalistes catalans et basques font de même et l'état d'urgence est déclaré. La grève révolutionnaire d'août-septembre provoque de graves affrontements entre les syndicats et les forces de l'ordre.
Le quotidien des IWW, l'Industrial Worker, écrivait, juste avant l'entrée en guerre des États-Unis : « Capitalistes d'Amérique, nous nous battrons contre vous, pas pour vous ! Il n'existe aucune force au monde qui puisse forcer la classe ouvrière à se battre si elle ne le veut pas. ». Pourtant, quand la déclaration de guerre fut votée par le Congrès américain en avril 1917, Bill Haywood, secrétaire général et trésorier des IWW, devint fermement persuadé que l'organisation devait adopter un profil bas, afin d'éviter les menaces perceptibles contre son existence. Elle cessa toute activité anti-guerre, comme l'impression d'affichettes et de documents opposés à la guerre. L'opposition à la guerre ne fit plus partie de la politique officielle du syndicat. Après bien des débats au Directoire Général des IWW, Haywood prônant le profil bas, tandis que Frank Little soutenait la poursuite de l'agitation, Ralph Chaplin trouva un compromis. La déclaration qui en résulta dénonçait la guerre, mais les membres des IWW étaient invités à exprimer leur opposition en utilisant les procédures légales de la conscription. On les conseillait de se faire enregistrer, en indiquant leur demande d'exemption par « IWW, opposé à la guerre ».
Bien que les IWW ait modéré son opposition verbale, la presse traditionnelle et le gouvernement américain réussirent à dresser l'opinion publique contre elle. En juillet 1917, la Bisbee Loyalty League d'Arizona rafla 1 200 Wobblies supposés (environ 350 étaient en réalité syndiqués à l'AFL), les enferma dans des wagons à bestiaux et les expédia dans le désert du Nouveau-Mexique, où ils furent gardés 36 heures sans eau ni nourriture ; ensuite, ils furent enfermés trois mois dans une prison fédérale, sans aucun procès. Frank Little, l'opposant de l'IWW le plus virulent à la guerre, fut lynché à Butte dans le Montana en août 1917.
Le gouvernement saisit l'occasion de la Première Guerre mondiale pour briser l'IWW. En septembre 1917, des agents du département de la justice menèrent des opérations simultanées contre quarante-huit locaux de réunion de l'IWW à travers tout le pays. En 1917, cent soixante-cinq dirigeants du syndicat furent arrêtés pour conspiration visant à entraver la conscription, à encourager la désertion, et intimider les autres dans les cas de conflits du travail, conformément à l'Espionage Act ; cent un passèrent en jugement devant le juge Kenesaw Mountain Landis en 1918. Ils furent tous reconnus coupables — même ceux qui n'appartenaient plus au syndicat depuis des années — et reçurent des peines de prison allant jusqu'à vingt ans. Condamné à de la prison, mais laissé en liberté provisoire sous caution, Haywood s'enfuit en Union soviétique, où il séjourna jusqu'à sa mort.
Dans son livre The Land That Time Forgot (traduction du titre : La terre que le temps oublia), publié en 1918, Edgar Rice Burroughs présentait un membre des IWW comme un traître et un vaurien particulièrement méprisable. Cette vague de dénigrement poussa, en de nombreux endroits, des groupes d'auto-défense à attaquer les IWW. À Centralia le 11 novembre 1919, l'American Legion attaqua le siège des IWW.
Après la guerre, la répression continua. Des membres des IWW furent poursuivis pour infraction à différentes lois fédérales et gouvernementales, et les Palmer Raids de 1920 sélectionnaient les membres de l'organisation qui étaient nés à l'étranger. En une série d'opérations de police commencées le 7 novembre 1919 dans 70 grandes villes, 10 000 militants ouvriers (membres ou non des IWW) furent arrêtés ; 250 d'entre eux sont expulsés vers l’étranger. En Californie, des provocateurs de la police placèrent une bombe devant la résidence du gouverneur, justifiant ainsi les arrestations de 46 Wobblies. Leurs conditions de détentions étaient si dures que 5 d'entre eux moururent avant le procès, au cours duquel les survivants furent condamnés à 10 ans de prison. Au milieu des années 1920, le nombre d'adhésions avait déjà décliné en raison de la répression gouvernementale, déclin qui s'accrut encore de façon substantielle lors du schisme de 1924, causé par des querelles au sein de l'organisation, lorsque le syndicat se divisa entre les "Occidentaux" et les "Orientaux" à propos d'un certain nombre de questions, comme le rôle de l'administration générale (souvent présenté de façon simplificatrice comme une lutte entre les "centralisateurs" et "décentralisateurs") et les tentatives du Parti communiste USA de contrôler l'organisation par le noyautage. En 1930, les Woblies étaient descendus aux environs de 10 000.

#### Au retour de la guerre
Au retour de la guerre, le courant syndicaliste-révolutionnaire français se réorganise et crée les Comités syndicalistes révolutionnaires (CSR), dirigés au départ par Monatte. Le courant ne redevient pas majoritaire et nombre de syndicalistes révolutionnaires se rapprochent des idées de Lénine. La direction de la CGT prenant peur de perdre son pouvoir face à la montée du bolchevisme et ne voulant pas perdre ses relations cordiales avec le gouvernement français qui avait accepté quelques propositions émanant de la CGT, tandis que les syndicalistes révolutionnaires de plus en plus influencés par la révolution bolchevique espèrent écarter les réformistes. Les tensions montent dans la CGT, mais le courant minoritaire gagne en audience, et en adhésion. C'est bien ces adhésions qui seront la cause de la scission, car sont acceptées dans les CSR des adhésions d’organes de la CGT (comprendre des syndicats, fédération ou union locales) et pas seulement d'adhérents.
En 1921, les CSR convoquent un congrès pour préparer le congrès de la CGT de 1921 qui devrait voir le basculement de la minorité à la majorité, mais un congrès des organisations de la CGT non appelé par la CGT est jugé comme anti-statutaire par la direction de la CGT. Les syndicats ayant participé au congrès sont donc exclus, et vont former la Confédération générale du travail unitaire (CGTU) qui prétend représenter l'unité du mouvement ouvrier et rejeter la faute de la scission sur la CGT.
C'est à cette occasion qu'est créé le terme d'« anarcho-syndicalisme » par Alexandre Lozovski, précisément pour discréditer la minorité de la CGTU hostile à l'adhésion à l'Internationale syndicale rouge (ISR). Ces minoritaires finiront par créer la CGT-SR (Confédération générale du travail - syndicaliste révolutionnaire). Le courant syndicaliste révolutionnaire perdra de son influence au profit du Parti communiste auquel se rallie la majorité d'entre eux.
En Espagne, le courant Syndicaliste révolutionnaire est omniprésent dans la CNT jusqu’en 1919, alors que la révolution socialiste en Europe s'est limitée à l'URSS. L'activité industrielle de l'Espagne s'est aussi considérablement agrandie, sans que l’Espagne ait transformé en profondeur son économie agraire.
Les premières oppositions vont naître en Catalogne, avec le début de l’anarcho-syndicalisme. C'est au même moment que le pistolérisme débute, ce qui accroit la répression sur les militants de la CNT. Cristallisée autour du but révolutionnaire, la CNT se déchire entre un but socialiste neutre pour les syndicalistes révolutionnaires et un communisme anarchiste pour les anarcho-syndicalistes, et c'est l’inscription du but de Communisme libertaire qui triomphe lors du congrès de 1919.
La revue Lucha Social, lancée en 1919 et dirigée par Joaquin Maurin à partir d'avril 1920, devient vite une référence pour les syndicalistes révolutionnaires de toute l’Espagne, et sera le lieu de réflexion et de propagande. Dans la CNT, l'affrontement se renforce, en 1921, c'est la question de l'adhésion à l'Internationale Syndicale Rouge - Profintern (ISR) qui divise syndicalistes révolutionnaires et anarcho-syndicalistes. L'année suivante, les anarcho-syndicalistes font rallier la CNT à l'AIT aux dépens de l'ISR. C'est à ce moment que les syndicalistes révolutionnaires espagnols décident de former des « groupes syndicalistes » pour coordonner leurs actions.
Les groupes syndicalistes organisent le 24 décembre 1922 une Conférence des Groupes syndicalistes révolutionnaires, qui verra la fondation des Comités Syndicalistes Révolutionnaires. Y participent des délégués des Asturies, de Biscaye, de Burgos, de Catalogne et de Valence. Le journal La Lucha Social de Lerida et L'Accion Sindicalista de Valence fusionnent pour former un journal officiel des CSR : La Batalla (es).
Avec le pronunciamiento de Primo de Rivera, les CSR se trouvent privés d'un milieu syndical normal. Les effectifs de la CNT s’effondrent avec son interdiction, alors que l'UGT a exclu de ses rangs tous les travailleurs favorables à l'ISR. Certaines fédérations régionales de la CNT votent leur autodissolution, ce qui favorise les anarcho-syndicalistes habitués à la clandestinité et au pistolérisme, alors que la stratégie des syndicalistes révolutionnaires se base sur l'action syndicale. Des syndicats et fédérations sous influence des CSR se maintiennent ou passent à l'autonomie. La pression des anarcho-syndicalistes se renforce contre les militants des CSR, à qui on empêche de parler lors des plenums des syndicats, et qui sont parfois exclus par la force. Les syndicats encore sur la ligne des CSR sont dissous par les dirigeants anarcho-syndicalistes.

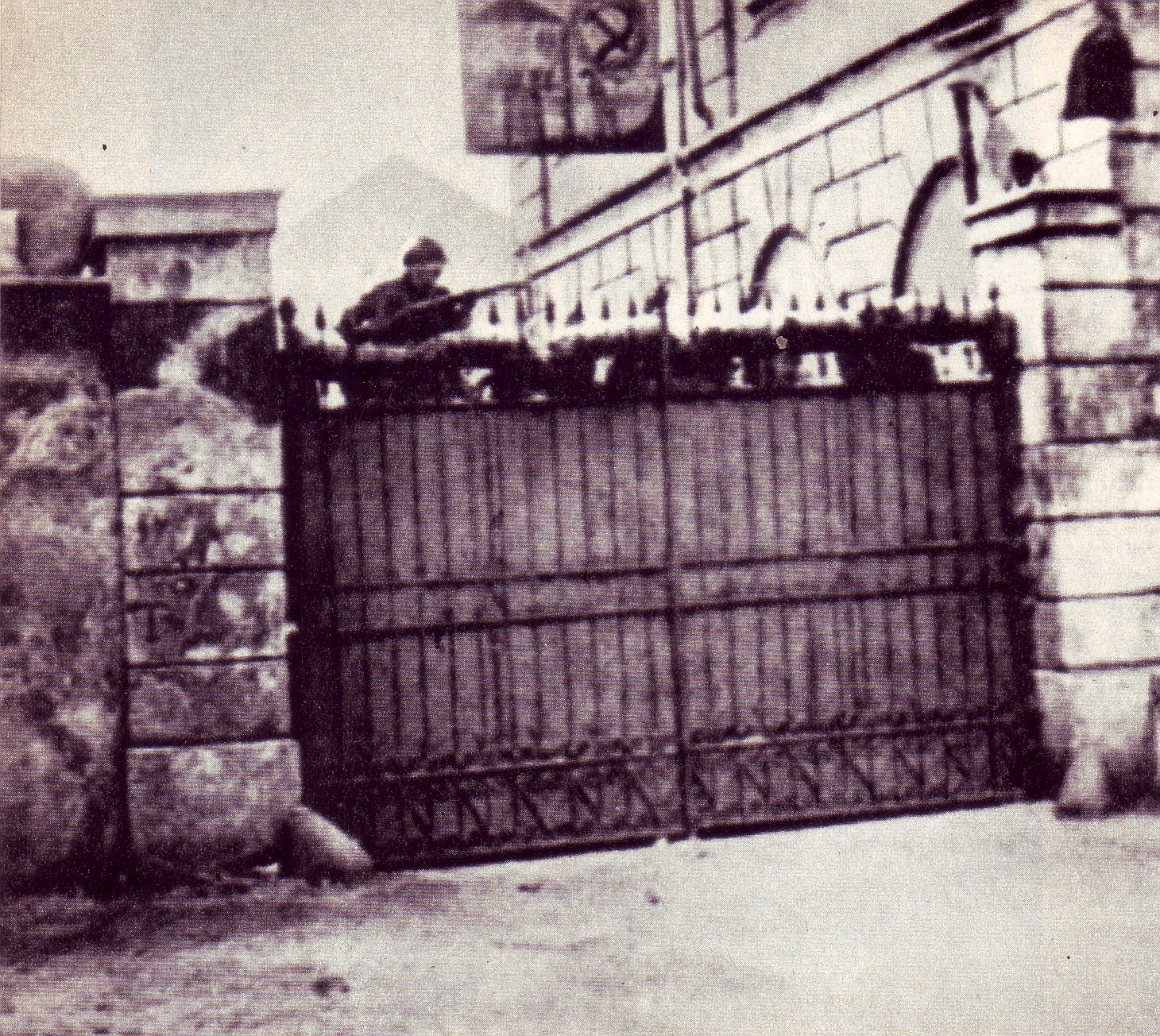
Usine occupé par des ouvriers en armes, Milan 1920

En Italie, la fin de la Première Guerre Mondiale voit le peuple Italien meurtri, et n'ayant gagné qu'une faible victoire par rapport aux promesses d'un nouveau Risorgimento irrédentiste, la victoire amère se transforme en revendication sociale. La révolution russe attirant les travailleurs, les deux années suivant 1919 seront appelées le Biennio rosso. La politique Italienne est bouillonnante, et les groupes et partis mêlent les influences. En 1919, l'Italie est secouée par plus de 1600 mouvements de grèves, et les paysans occupent les terres. En septembre, Gabriel d'Annunzio, poète, artiste et aventurier part à la tête d'une troupe d'Arditi (Anciennes troupes de choc pendant la guerre, regroupées en associations après celle-ci) pour rattacher la ville de Fiume, alors enclave au statut flou à l'Italie. L'épopée de Fiume voit la naissance d'un micro-état, aux allures lyriques et satiriques, où la "Charte de Carnaro" qui sert de constitution voit se mêler les influences syndicalistes révolutionnaires d'Alceste de Ambris qui la rédige, au républicanisme, au socialisme et au corporatisme.
Les influences diverses des syndicalistes révolutionnaires italiens, des interventionnistes et des nationalistes vont donner matière à Mussolini pour créer le fascisme, au travers du Faisceaux italiens de combat, ici aussi une organisation d'anciens combattants. Mussolini reçoit le soutien de nombreux syndicalistes révolutionnaires lors de cette création, qui seront vite retirés cependant.
Dans la péninsule, le mouvement des masses ouvrières et paysannes amène à des occupations de terres dès 1919, puis en 1920 à des occupations d'usines, qui culminent en une grève générale. À chaque fois, des affrontements violents se déroulent, entre syndiqués et jaunes, entre paysans et propriétaires.
En août, l'occupation des usines débute, dirigée par les syndicats rouges, et en peu de temps, 300 usines de Turin, Milan et Gênes sont occupées par plus de 400 000 travailleurs. Les travailleurs organisent des milices armées et poursuivent la production dans la plupart des usines selon les directives de la Fédération des ouvriers et employés métallurgistes (it)(FIOM). Les milices ouvrières doivent s'affronter aux bandes patronales organisées, à la mafia ou aux organisations nationalistes (les Squadristes). L'occupation devait être pour beaucoup le début d'une révolution, mais l'absence de stratégie et de l'incapacité d'étendre le mouvement y met fin.
La fin violente du biennio rosso (227 morts et 1072 blessés en 1920), fait craindre aux industriels et aux bourgeois une possible révolution socialiste. Elle brise l'élan du mouvement ouvrier, qui se retrouve alors sur la défensive lors de ce qui va s’appeler le biennio nero, la période d'arrivée au pouvoir du Parti National Fasciste nouvellement formé.
L'absence de stratégie des organisations ouvrières est toujours présente, le PSI se réfugie derrière la légalité parlementaire alors que ses parlementaires sont assassinés et ses locaux saccagés, et qu'une scission a créé le PCI. Alors que les Arditi del Popolo nouvellement créés pour remplacer les diverses milices ouvrières obtiennent leurs premières victoires sur les fascistes à Livourne, Viterbe ou Sarzana par exemple, le PSI et sa puissante CGL se désengage de la participation à ce front commun antifasciste au faveur d'une trêve avec les chemises noires. Cette trêve de courte durée permet à Mussolini de reprendre l'initiative et d'établir des têtes de ponts puis de partir à la conquête des villes rouges italiennes, comme à Ravenne. Le PCI favorise quant à lui la création de ses propres groupes antifascistes. La résistance ouvrière divisée, elle est brisée, ville par ville, et seuls les Arditi del Popolo encore unitaires (bien qu'animés en majorité par des syndicalistes révolutionnaires et anarchistes) leur tiennent tête. C'est finalement à Parme en aout 1922 que les Arditi del Popolo obtiennent une victoire écrasante, qui incarnera le dernier événement du Biennio Nero, car en octobre 1922 a lieu la Marche sur Rome.
Le fascisme s'est montré un nouvel adversaire, et il nécessite l'adaptation de nouvelles stratégies. Au sein de l'ISR, l'expérience italienne est analysée, et le rapport de Nin sur le fascisme en Italie montre l'efficacité des Arditi del Popolo, de l'organisation unitaire antifasciste.

### Une tendance tenace (1926-1945)

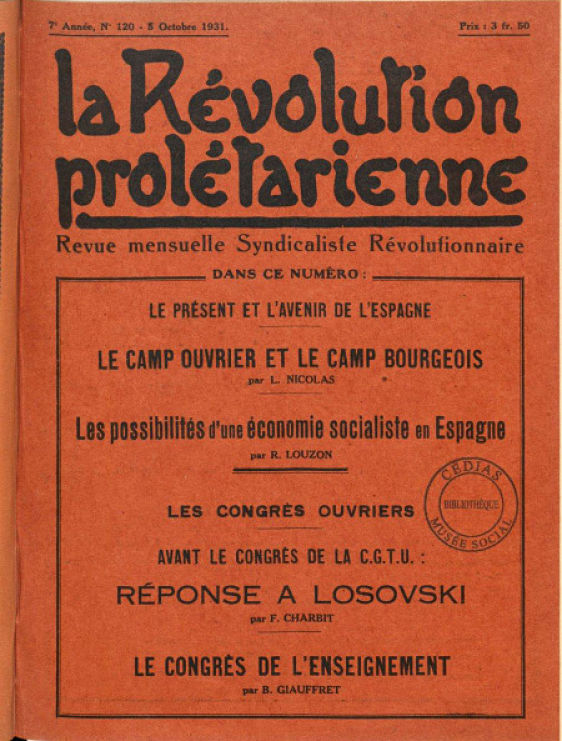
Une de La Révolution Prolétarienne

En France, après l'exclusion du PCF, les syndicalistes révolutionnaires se retrouvent sans organe de concertation. En 1926, La Révolution Prolétarienne publie le manifeste Pourquoi ce malaise ? signé par des militants de la CGT et de la CGTU, notamment par Maurice Chambelland. En mai, les signataires du manifeste de mars fondent une Ligue Syndicaliste. En juillet, la Révolution Prolétarienne publie un document théorique, Ce qu’est, ce que veut la Ligue Syndicaliste. De numéro en numéro, le texte s’étoffe et se modifie. En juillet 1927, il trouve sa forme définitive, ses objectifs sont les suivants: réunification syndicale en France et à l'internationale, ramener l'indépendance syndicale, contrer les esprit idéologique dans les syndicats au profit de l'esprit de classe et former au syndicalisme. Contrairement aux CSR, la Ligue syndicaliste ne fait pas d'adhésion collective, pratique qui avait provoqué les tensions dans le CGT d'après-guerre.
L'influence du syndicalisme-révolutionnaire participera à la réunification syndicale de la CGT qui aboutira en 1936 notamment grâce à l'initiative de la Ligue syndicaliste qui lance le Comité des 22 regroupant dès 1930 des militants connus de la CGT, la CGT-U et des syndicats autonomes.
Par rejet de l'influence excessive des partis sur le mouvement syndical mais aussi de la bureaucratie syndicale, de nombreux militants syndicalistes reviennent régulièrement à la pratique syndicaliste-révolutionnaire comme ceux qui quitteront le PCF dans les années 1930 par refus du Front populaire et de l'alliance avec des bourgeois de gauche (SFIO). Ces militants fonderont les Cercles syndicalistes lutte de classe en 1937.
En Espagne, la CNT est l'un des moteurs de la résistance contre les nationalistes au début de la guerre d'Espagne, symbolisée par la figure de la syndicaliste Pepita Laguarda Batet, première milicienne morte au front.
Les syndicalistes révolutionnaires paient un lourd tribu pendant la guerre, notamment les femmes, comme les Fusillées de Roges des Molinar, exécutées par les franquistes à Palma en 1937.

### L'après-guerre (1945-1955)
En France, des militants de la CNT espagnole en exil, des anciens membres de la CGT-SR (SR pour syndicaliste-révolutionnaire), ainsi que des jeunes ayant participé à la Résistance, qui quittent la CGT du fait de la mainmise du PCF sur cette organisation, fondent la Confédération nationale du travail (CNT), qui prend son nom en référence à son homologue espagnole. La CNT intègre dans ses statuts la charte d'Amiens (1906, CGT), la charte de Lyon (1926, CGT-SR) et la charte de Paris (1946, CNT). Elle se réclame de la CGT des origines, de la CGT-SR et de l'expérience anarcho-syndicaliste de la révolution sociale espagnole de 1936.
La CNT est ouverte à tous les travailleurs sur un mode d'organisation qui correspond au fédéralisme libertaire (autogestion, démocratie directe, autonomie et souveraineté des syndicats). Son mode de fonctionnement la rapproche des libertaires et par certains aspects de son projet du communisme libertaire. Toutefois, la CNT rappelle qu'elle n'est pas une organisation « anarchiste », mais un syndicat désireux de réunir l'ensemble des travailleurs, ouvert à tous (à l'exception des employeurs et des forces répressives de l'État, considérés comme des ennemis des travailleurs). Sa position est de refuser toute étiquette idéologique spécifique, sinon celle de l'anarcho-syndicalisme et du syndicalisme révolutionnaire. En son sein cohabiteront ces deux courants.
Mais la CNT connait vite une perte d'adhérents massive. En effet, la CGT se déchire autour de la question de l'acceptation du plan Marshall, mise en évidence des tensions entre un camp communiste et un camp autonome. Les premiers gardent le contrôle de la CGT, Frachon réalisera avec le PCF ce qui sera appelé la courroie de transmission PCF-CGT. Les seconds, autour de Jouhaux scissionnent pour créer la CGT-Force Ouvrière (CGT-FO ou FO), garante d'une autonomie politique, dans laquelle se retrouveront ainsi réformistes, anticommunistes, trotskystes, anarchistes et syndicalistes révolutionnaires. En effet l'indépendance politique est un des fondements du syndicalisme révolutionnaire. La CGT-FO a alors tous les attraits d'une organisation syndicale autonome, et promet de construire une bien plus grande force numérique et de frappe que la CNT, ce qui conduit donc de nombreux syndicalistes révolutionnaires et anarchistes à la rejoindre.

### De mai 68 à la crise du syndicalisme (1955-1990)

#### COB en Bolivie

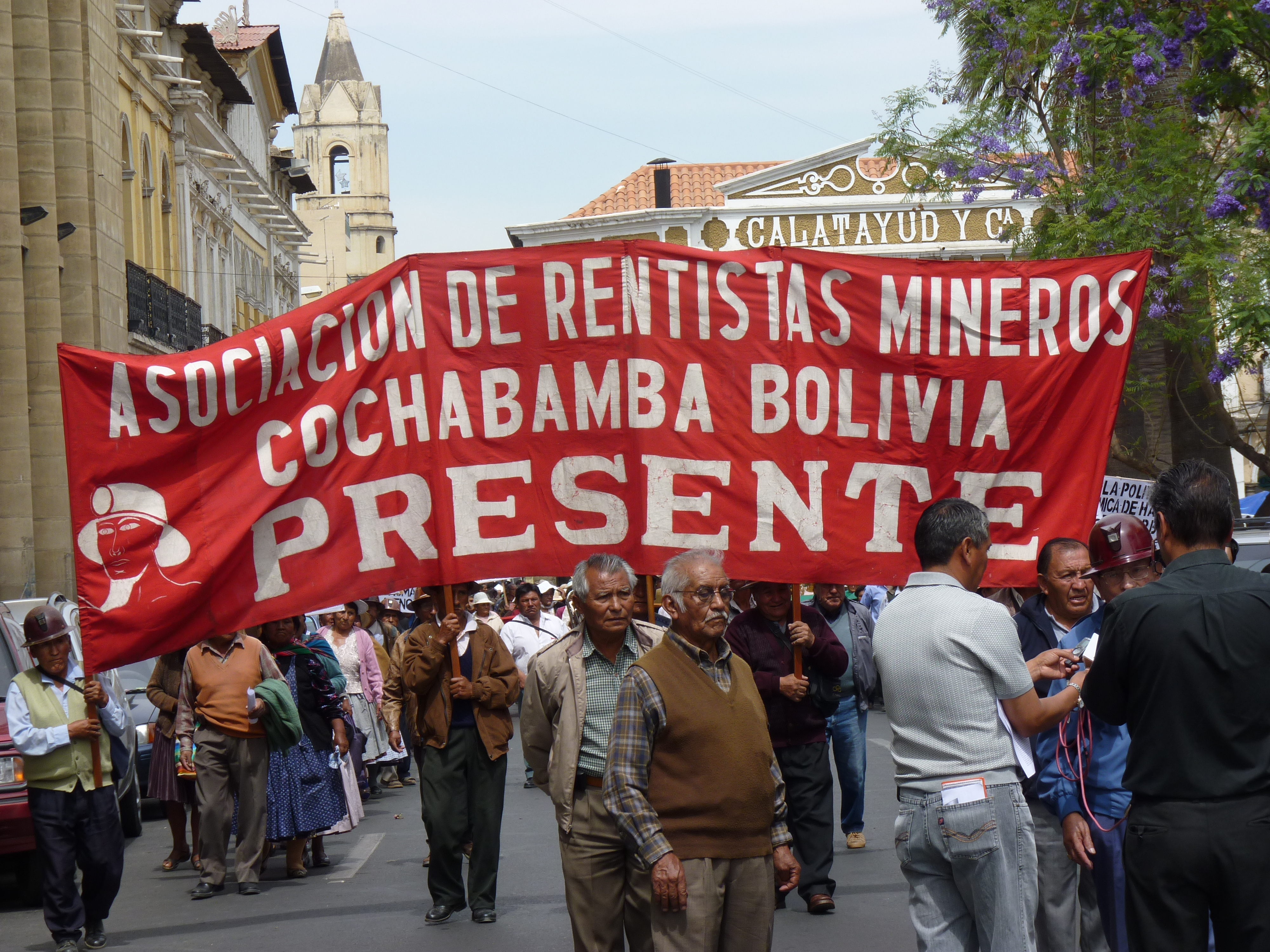
Manifestation de la FSTMB

La Centrale ouvrière bolivienne (COB) est fondée en 1952 à la suite de la Révolution nationale qui amène le Mouvement nationaliste révolutionnaire au pouvoir. Le membre principal de la centrale est la Federación Sindical de Trabajadores Mineros de Bolivia (es) (FSTMB). De 1952 à 1987, la COB est dirigée par Juan Lechín Oquendo qui était aussi à la tête de la FSTMB.
En octobre 1970, la Centrale ouvrière bolivienne, des mouvements étudiants et des unités de l’armée conduites par le général Juan José Torres mettent en échec une tentative de putsch encouragée par la dictature militaire d’Argentine et l’ambassade des États-Unis. Il instaure une Assemblée du peuple, s’apparentant à un soviet, qui se réunit au Parlement ; exproprie l'industrie du sucre ; amorce des négociations avec le gouvernement chilien de Salvador Allende afin d'obtenir un accès bolivien à la mer ; amnistie les anciens rebelles qui n'avaient pas été assassinés après leur capture (dont Régis Debray) ; augmente le budget des universités et demande la fermeture du Centre de transmissions stratégiques des États-Unis (connue comme le Guantanamito).

### Aujourd'hui (1990-)

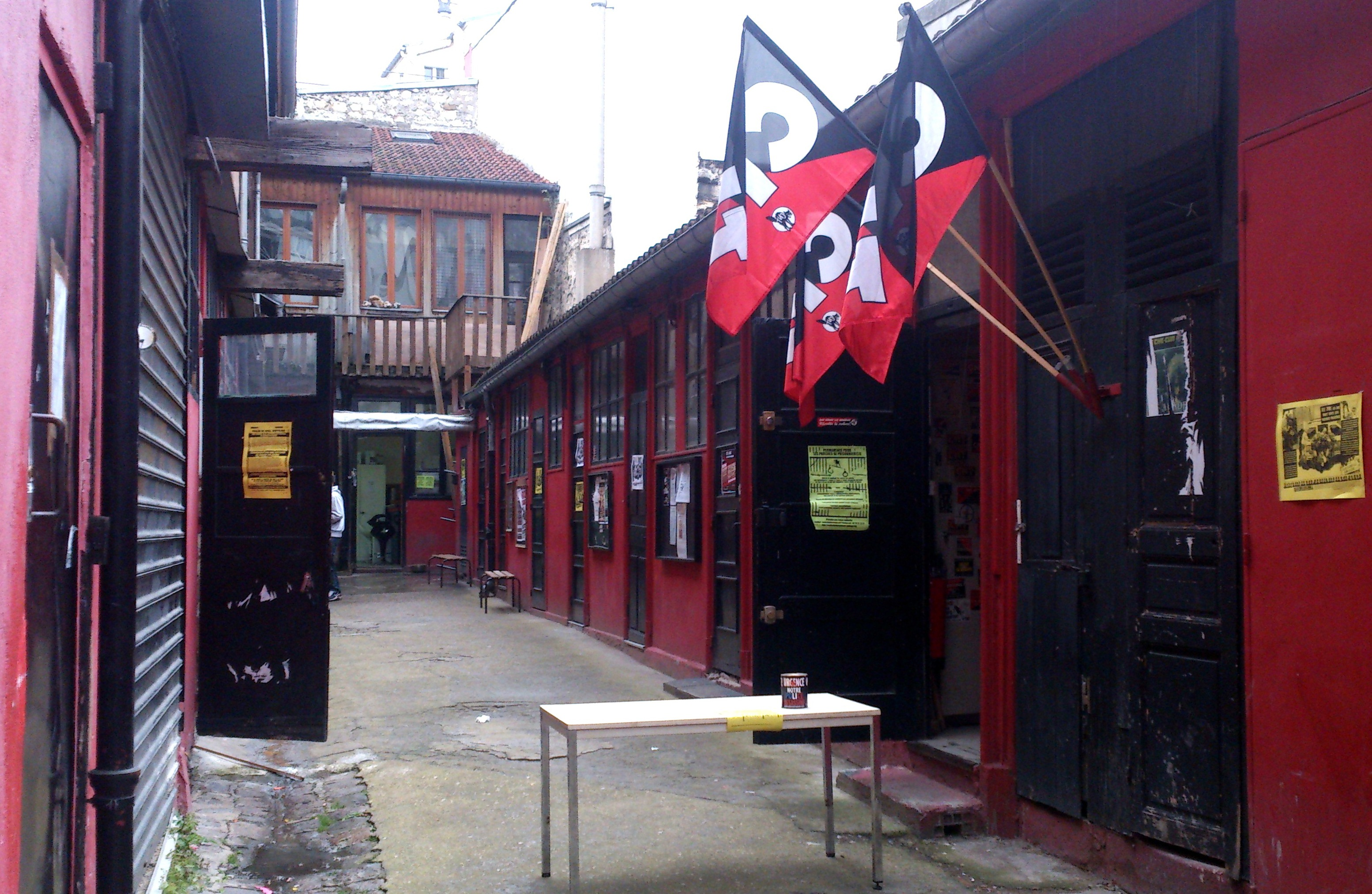
Siège de la CNT-F aussi appelé CNT-Vignole du nom de la rue

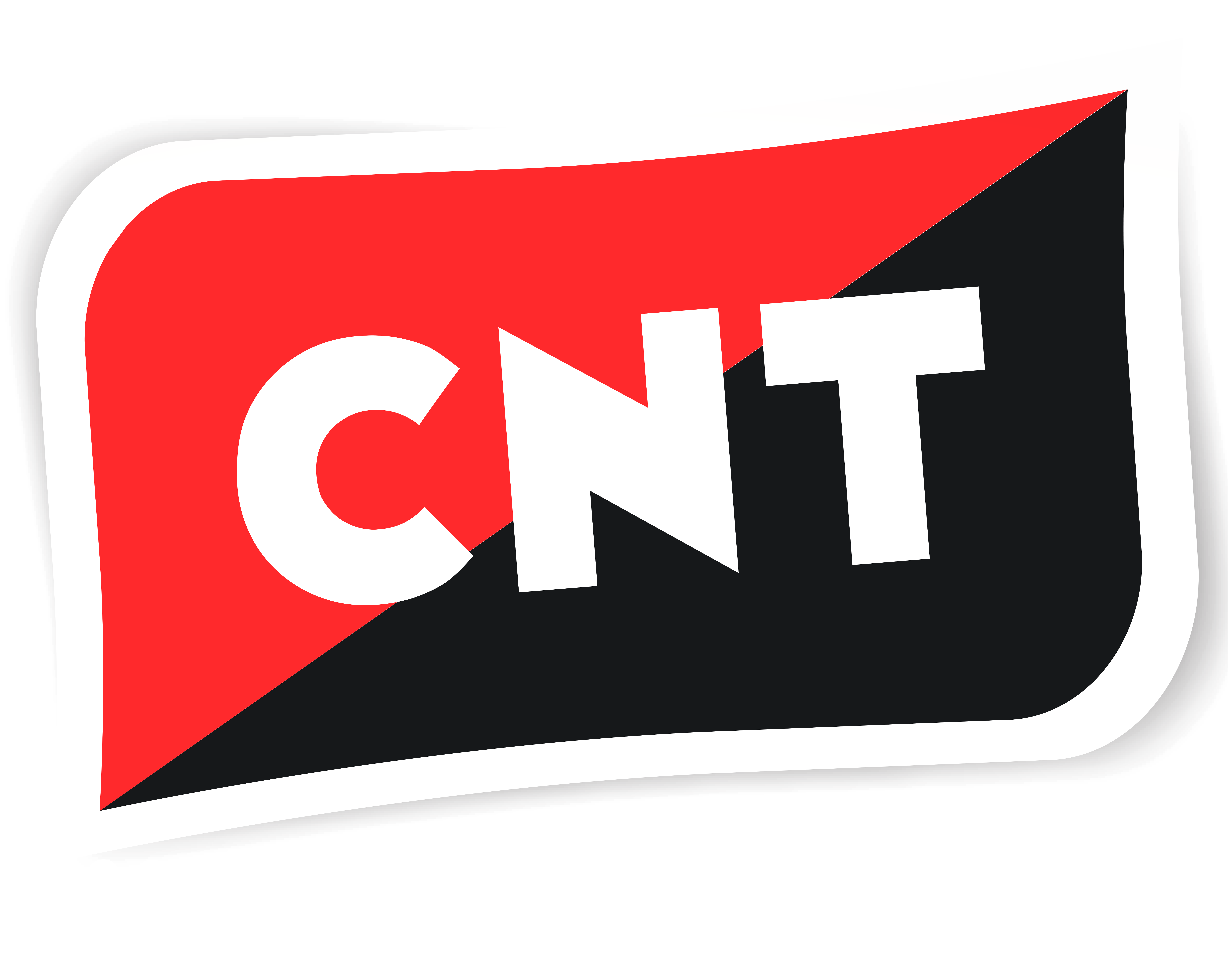
Logo de la CNT-AIT

La CNT française connait une période de crise dans les années 1990, même si une première scission, avait eu lieu en 1977 pour des motifs liés à l'évolution de la situation politique en Espagne.
Des tensions interviennent en 1993. Elles sont fondées sur des différences de positions au sein de l'organisation : une tendance est attachée au principe de non-participation aux élections professionnelles et affirme son antipolitisme, c’est-à-dire le refus de collaborer ou même de cosigner des tracts avec des organisations politiques, considérées comme ennemies des travailleurs au même titre que les autres défenseurs du capitalisme que sont l'État ou les Églises ; l'autre tendance ne conçoit pas cette position de non-participation aux élections professionnelles comme absolue, notamment dans les entreprises où la lutte est difficile et pourrait être vouée à l'échec sans l'acquisition d'un statut légal protégeant la section syndicale. Par ailleurs, elle s'autorise à affronter les arguments des organisations politiques sur le terrain de la lutte sociale en participant aux intersyndicales.
Durant le mouvement social d'octobre-décembre 1995, la CNT va connaître un certain frémissement, en particulier dans la jeunesse. Elle se présente comme une vraie organisation alternative aux grandes organisation comme la CGT. Cependant, les dissensions internes vont empêcher la CNT de devenir une organisation de masse.

Logo de la CNT-F.

Le congrès de l'AIT, réuni à Madrid en 1996, va exclure la seconde tendance, la majorité des sections représentées jugeant que sa position constitue un manquement aux principes anarcho-syndicalistes qui régissent l'association. Cependant, la section exclue de l'AIT considère que ce vote est non démocratique (faible nombre de sections participant au vote, différence de voix trop faible). Le congrès de Madrid adopte une résolution appelant les anarcho-syndicalistes en France à rejoindre le bureau confédéral du Mans (qui deviendra la CNT-AIT). Ceux qui refusent, essentiellement les syndicalistes révolutionnaires et les membres d'organisations politiques anarchistes (Fédération anarchiste, comme le directeur de publication du journal de la CNT-F), restent au sein du bureau confédéral de la rue des Vignoles, qui va devenir la CNT-F.

Logo des CSR.

Le cercle de Réflexions et d'action syndicaliste édite une revue, Alternative syndicaliste, au sous-titre de « revue syndicaliste révolutionnaire » qui sera une base de réflexion au renouveau syndicaliste révolutionnaire. À la suite des déboires de la CNT, certains syndicalistes révolutionnaires décident de former un autre type d'organisation, plutôt que de faire vivre seul des syndicats, ils vont chercher à participer à la vie de syndicat de masse tout en promouvant des pratiques et stratégies syndicaliste révolutionnaires en tant que tendance syndicale. Au lendemain des grèves de 1995, une nouvelle tendance syndicale reprend l'appellation des Comités syndicalistes révolutionnaires en se réclamant de ses fondateurs et des nombreuses expériences de syndicalisme révolutionnaire dans le monde.
Ces militants de la CGT, de SUD et de la CNT-Vignoles recréent les Comités syndicalistes révolutionnaires et publient une revue, Syndicaliste !, qui publiera 45 numéros jusqu'en 2014. L'action des CSR refondés se concentre principalement dans la CGT, vue comme la principale structure syndicale pour reconstruire et réunifier le syndicalisme français, avec la coordination des militants et l'implémentation des méthodes syndicalisme révolutionnaire.

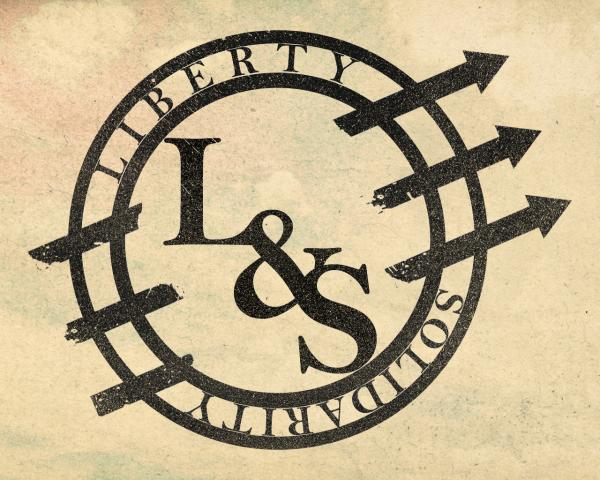
Logo de L&S.

Au Royaume-Uni, les syndicalistes révolutionnaires s'organisent dans diverses organisations. Organisé d’abord dans la Solidarity Federation (AIT), puis dans les IWW en recomposition, et enfin en tant que tendance à travers Liberty & Solidarity (L&S). Profitant de la cassure avec le Parti Travailliste que crée le RMT dans le National Shop Stewart Network, une tendance nommée NSSN Syndicalist, permet de regrouper les différents syndicalistes révolutionnaires de Grande-Bretagne, mais le NSSN explose en 2011. L&S, organisé autour du Solidarity Magazine est active entre 2010 et 2012.
Pour des raisons techniques, il est temporairement impossible d'afficher le graphique qui aurait dû être présenté ici.

Nombre de membres des IWW,
Principalement aux États-Unis d'Amérique, les IWW investissent dans les années 1990 de nombreuses luttes syndicales et combattirent pour la liberté d'expression, avec notamment les actions à Redwood Summer, et les piquets de grève devant le Neptune Jade dans le port d'Oakland à la fin de 1997.
Les campagnes de syndicalisation des IWW dans les dernières années ont inclus une campagne importante pour syndiquer Borders Books en 1996, une grève au Lincoln Park Mini Mall à Seattle la même année, des campagnes de syndicalisation à Wherehouse Music, Keystone Job Corps, l'organisation communautaire ACORN, plusieurs centres de jeunes et de sans domicile fixe à Portland, dans l'Oregon et des magasins de recyclage à Berkeley. Les membres des IWW ont été actifs dans les métiers du bâtiment, le transport maritime, les chantiers navals, les industries de haute technologie, les hôtels, les restaurants, les organismes d'intérêt public, les écoles, les universités, les centres de recyclage, les chemins de fer, les coursiers à vélo et les chantiers de bois.
En 2004, une section syndicale des IWW s'implanta dans un magasin de l'enseigne Starbucks à New York, une entreprise connue pour son refus de laisser ses salariés se syndiquer, et en 2006, les IWW poursuivirent leurs efforts au sein de Starbucks en syndiquant plusieurs magasins dans la région de Chicago. En septembre 2004, les routiers court-courrier de Stockton (Californie) se mirent en grève. Presque toutes les revendications furent satisfaites. En dépit des premières victoires de Stockton, le syndicat des routiers cessa d'exister à la mi-2005.
À Chicago, l'IWW commença à syndiquer les messagers à bicyclette avec un certain succès. Les IWW représentèrent auprès du NLRB des employés administratifs et de maintenance, sous contrat à Seattle, lorsque leur syndicat à Pittsburgh perdit 22-21 une élection ; ils n'obtinrent qu'à la fin 2006 l'invalidation des élections, basée sur le comportement de la direction avant l'élection. Les activités plus récentes incluent notamment une importante campagne pour syndicaliser les travailleurs immigrants de l'industrie alimentaire à New York City, et la création d'une permanence à Los Angeles, en syndicalisant les camionneurs court-courriers et les chauffeurs de taxi.
Le 9 septembre 2016, à l'occasion du 45e anniversaire de la mutinerie de la Prison d'Attica, les prisonniers-travailleurs entament une grève pour dénoncer les conditions de travail des détenus, qu'ils comparent à de l'esclavage. Les prisonniers se sont coordonnés grâce à l'IWW,.
Les IWW des Îles Britanniques publient un magazine, Bread and Roses et une lettre d'information pour les travailleurs dans le secteur de la santé. En mai 2009, un comité d'organisation régional germanophone a été formé et a traduit de nombreux documents de l'IWW. Il disposerait d'une quinzaine de branches dans des villes en Allemagne, Suisse et Autriche.

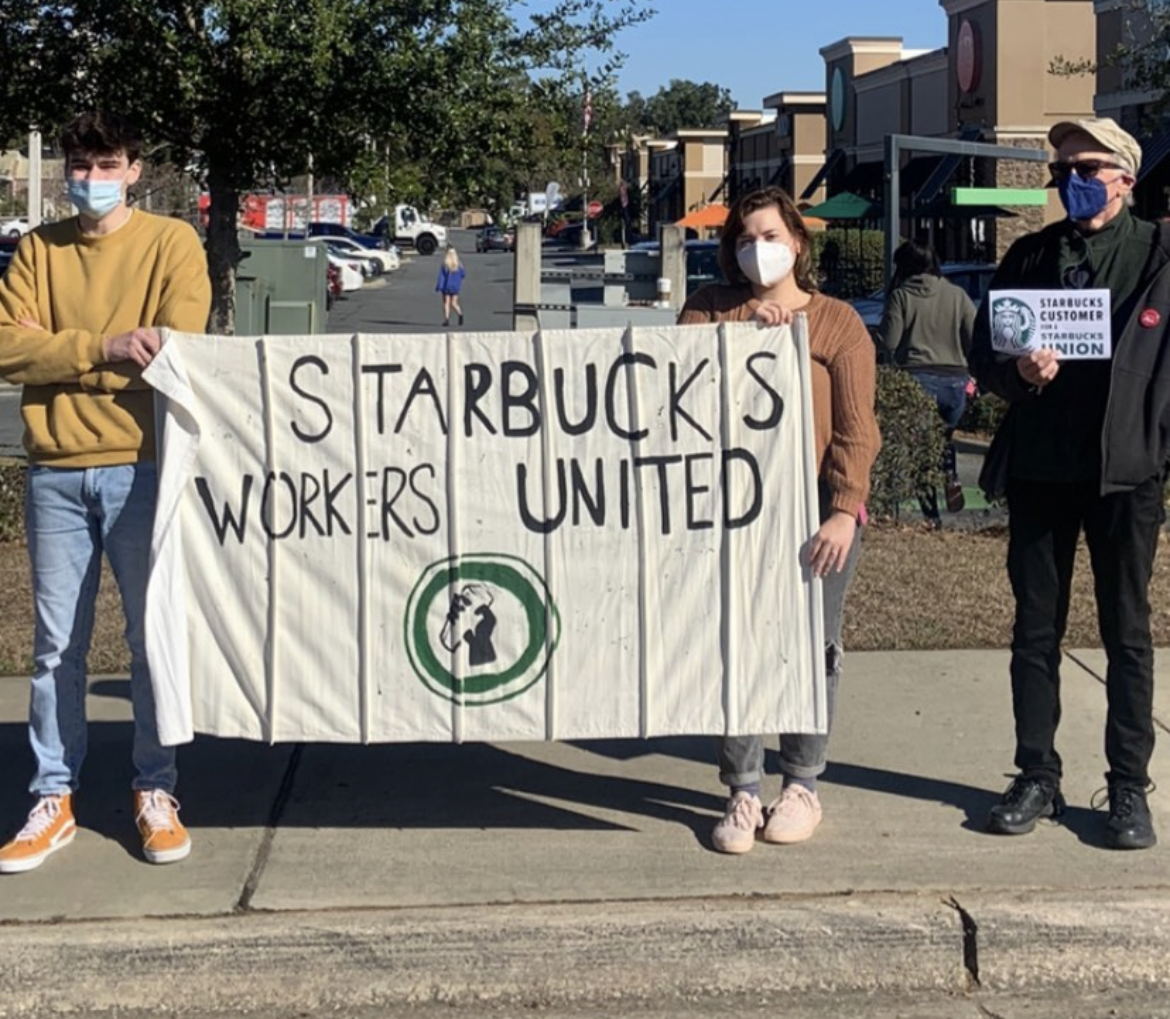
Piquet des Starbucks Workers United Union.

Ils préfèrent essayer de mettre en place un syndicalisme géographique (au lieu du syndicalisme par branche professionnelle) comme à Philadelphie. Les domaines de syndicalisation des IWW sont alors en général des professions nouvelles, ou avec des cultures anti-syndicales fortes. Cependant les brèches ouvertes pas les IWW ne se transforment pas toujours en massification, chez Starbucks par exemple la vague de syndicalisation de 2022 qui fait suite aux campagnes de 2004 mené par les Woblies se traduit par une adhésion de plus de 200 section d'établissement au Starbucks Workers United (en), affilié au Service Employees International Union.

## Le syndicalisme révolutionnaire et le marxisme
Les premiers marxistes étaient généralement sceptiques vis-à-vis de la grève générale, qui était vue comme un mot d'ordre spontanéiste et économiciste, ce qui explique qu'ils privilégiaient davantage l'insurrection ouvrière comme moyen révolutionnaire de renverser l'ordre établi. Les organisations syndicales étaient à l'époque principalement réformistes, et ont été critiquées par Karl Marx et Friedrich Engels pour leurs revendications immédiates purement économiques, là où le Parti devait, au travers des grèves, mener un combat politique, pas uniquement pour la hausse des salaires mais pour le renversement du capitalisme et l'abolition du salariat, face aux mots d'ordre conservateurs des syndicats,,,. Cette méfiance vis-à-vis de la grève générale s'est dissipée avec la révolution russe de 1905 et les analyses de Rosa Luxembourg, Karl Kautsky ou Lénine sur ce sujet. Les marxistes défendent alors le concept de « grève générale insurrectionnelle », par opposition à la grève générale expropriatrice des syndicalistes révolutionnaires et anarcho-syndicalistes. Cette tension entre marxistes et syndicalistes révolutionnaires est notamment visible en France, entre Jules Guesde et la CGT, sur le rôle du parti et du syndicat par rapport à l'organisation de la classe ouvrière.

## Commentaire
- Pour le philosophe et journaliste Félicien Challaye en 1907 : « Le Syndicalisme révolutionnaire se présente comme une philosophie de l'action. Ouvriers, les syndicalistes ont bien analysé les caractères de l'action ouvrière ; ils ont su découvrir quelle immense influence les travailleurs peuvent, dès aujourd'hui, exercer sur la société, par leur action directe, syndicale et coopérative. Mais, ignorant la complexité des rapports sociaux et des intérêts nationaux, ils se sont à tort représenté comme possible cette grève générale expropriatrice qui doit leur ouvrir les portes de la société parfaite ; ils ont méconnu le rôle nécessaire de l'État, l'utilité relative de l'action politique ; ils ont cru à tort pouvoir réaliser la paix universelle par la propagande anti-patriotique et antimilitariste »[74].

## Les organisations du début duXXesiècle
- Argentine : Fédération ouvrière régionale argentine du IXe Congrès (FORA), puis Unión Sindical Argentina (États-Unis) ;
- États-Unis, Canada[SF 3], Australie[SF 4], Afrique du Sud[SF 5] : Industrial Workers of the World (IWW) ;
- Italie : Unione Sindacale Italiana (USI) ;
- Espagne : Confederación Nacional del Trabajo (CNT) puis Comités Sindicalistas Revolucionarios (CSR) ;
- France : Confédération Générale du Travail (CGT) puis Comités syndicalistes révolutionnaires (CSR)
- Irlande : Irish Transport and General Worker' Union (ITGWU)[SF 6]
- Allemagne : Association libre des syndicats allemands (FVdG) puis Freie Arbeiter-Union Deutschlands (FAUD)
- United Kingdom : Industrial Syndicalist Education League (en) (ISEL) puis IWW
- New Zealand : New Zealand Federation of Labour / The Red Federation (en) puis IWW[SF 2],[38]
- Suède : Sveriges Arbetares Centralorganisation (SAC)[SF 1],[75]
- Pays-Bas : Secrétariat National du Travail (NAS)

## Les organisations syndicalistes révolutionnaires aujourd'hui

### France
Outre des syndicalistes révolutionnaires qui agissent de manière non organisée, les principales organisations syndicalistes révolutionnaires sont :
- Les Comités syndicalistes révolutionnaires, majoritairement présents dans la CGT mais aussi à Solidaires, la FSU ou la CNT[76]
- La Tendance Émancipation ! de la FSU, présente aussi dans les syndicats de l'enseignement et de la recherche[77]
- Les CNT-F et CNT-SO qui se réclament entre autres du syndicalisme révolutionnaire[78],[79].

### Espagne
La CGT se réclame du syndicalisme révolutionnaire

### Amérique du Nord & Îles Britanniques

Logo des IWW

L'Industrial Worker of the World est une organisation hybride entre syndicat et tendance syndicale. Certains syndicats IWW existent mais la plupart des Wobblies pratiquent le dual-carding - double encartement, soit une appartenance a l'IWW et à un autre syndicat, dans le but d'y promouvoir une ligne de démocratie syndicale, d'autonomie ouvrière et d'action directe.
En Irlande, le Independent Workers Union (en) (IWU) créé en 2003 se base sur les idées de Larkin et Connolly.

### Suède

Logo de la SAC.

La Sveriges Arbetares Centralorganisation (SAC) est un syndicat suédois avec une pratique syndicaliste révolutionnaire revendiquée. Elle compte environ 3000 adhérents.

### Bolivie

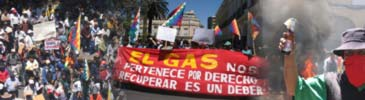
Photo de manifestation lors de la Guerre du Gaz.

La Central Ouvrière Bolivienne représente environ deux millions de travailleurs boliviens, du secteur industriel et des services publics. Elle est en lien avec de nombreux leaders de mouvements indigènes et paysans tels Felipe Quispe. Sa pratique la rapproche du syndicalisme révolutionnaire,.
La COB entretient une relation conflictuelle avec les différents gouvernements du pays depuis les années 1950. Elle a joué un rôle prépondérant dans l'organisation des manifestations qui ont entraîné la chute du président Carlos Mesa en 2005. La COB s'est opposée à la privatisation de l'eau lors de la guerre de l'eau en 2000 et a soutenu la nationalisation des réserves de gaz naturelles du pays lors de la guerre du gaz. En 2010, la centrale organise des manifestations qui entraînent une réforme des retraites en 2010. En avril 2011, elle organise une grève générale de douze jours pour l'obtention de plus hauts salaires.

### Référence globales
1. ↑  Jacques Julliard, Autonomie ouvrière : études sur le syndicalisme d'action directe, Gallimard, 1988 (ISBN 2-02-010105-X et 978-2-02-010105-9, OCLC 19621741)
2. ↑  Jacques Julliard, Fernand Pelloutier et les origines du syndicalisme d'action directe, Éditions du Seuil, 1985 (ISBN 978-2-02-130575-3 et 2-02-130575-9, OCLC 990821468)
3. ↑  Fernand Pelloutier et les origines du syndicalisme d'action directe, Jacques Julliard, 1971. .
4. ↑  Maxime Leroy, La Coutume ouvrière, Paris, Éditions CNT-RP, 2007, 934 p.
5. 1 2 3  Émile Pouget, La Confédération générale du travail, 1908 (lire en ligne)
6. ↑  Pierre Besnard, Les Syndicats Ouvriers et la Révolution sociale, Paris, 1930 (lire en ligne), « L'action directe »
7. ↑  Texte de la "Charte d'Amiens"
8. 1 2 3  Émile Pouget, Le Parti du Travail, Librairie du travail, 1922 (lire en ligne), Chapitre "Résumé historique"
9. ↑  Mikhaïl BAKOUNINE et Mihaïl ELEKSANDROVIC, La politique de l'Internationale, 1869 (lire en ligne), p. 3-5
10. ↑  Ken Loach, Paul Laverty ;Jimmy's Hall; Sixteen Films, Element Pictures, Why Not Productions, Wild Bunch; 2014
11. ↑  Fernand Pelloutier, Histoire des bourses du travail, Alfred Costes, 1921, 344 p. (lire en ligne [PDF]), p. 141-232
12. ↑  Sandrine Zaslawsky, Retour aux sources : Article La maison du peuple de la chaux-de-fonds, AEHMO, 2018, 111 p. (ISBN 978-2-8290-0580-0 et 2-8290-0580-5, OCLC 1042955768)
13. ↑  « Brochure et rapport de congrès de l'ISR »  [PDF], sur RaDAR | Rassembler, diffuser les archives de révolutionnaires (consulté le 11 août 2022).
14. ↑  « Manifeste des 22 » , sur marxists.org, 9 novembre 1930
15. ↑  Guillaume Goutte, Vive la syndicale! : pour un front unique des exploités, Edition nada, 2018, 77 p. (ISBN 979-10-92457-28-5, OCLC 1061147538), p. 32-38
16. ↑  Manuel Grossi, L'insurrection des Asturies : Quinze jours de révolution socialiste, Paris, Études et documentation Internationales, 1972, 239 p. (présentation en ligne)
17. ↑  Luiggi Fabbri (trad. de l'italien), La Contre-révolution Préventive [« La controrivoluzione preventiva »], Éditions du Monde libertaire, 1994, 23 p. (lire en ligne)
18. 1 2  « Un manifeste pour la défense du syndicalisme lutte de classes » , sur ArchiveAutonomies, La Révolution Prolétarienne, 25 janvier 1937, p. 18
19. ↑  Daniel Guérin, La peste brune, Spartacus, 2018 (ISBN 979-10-94106-31-0, OCLC 1097563560)
20. ↑  Daniel Gérin, Fascisme et grand capital, Libertalia, 2014, 608 p. (ISBN 978-2-918059-52-3 et 2-918059-52-8, OCLC 902784989), aller chercher les pages
21. 1 2  Colette Chambelland, Pierre Monatte : une autre voix syndicaliste, Les Éditions de l'Atelier, 1999, 191 p. (ISBN 2-7082-3460-9 et 978-2-7082-3460-4, OCLC 301636711), p. 121
22. ↑  « La tendance syndicale » , sur Comités syndicalistes révolutionnaires (consulté le 11 août 2022)
23. ↑  Résolution de congrès, IVe congrès de l'Association Internationale des Travailleurs, 1869, Bâle
24. ↑  Émile Pouget, Le Parti du Travail, Librairie du Travail, 1922 (lire en ligne), Chapitre "Résumé Historique"
25. ↑  Statuts de l'Association internationale des Travailleurs, Londres, 1871 (lire en ligne)
26. ↑  David Hamelin, « Les Bourses du travail : entre éducation politique et formation professionnelle », Le Mouvement Social, vol. 235, no 2,‎ 2011, p. 23 (ISSN 0027-2671 et 1961-8646, DOI 10.3917/lms.235.0023, lire en ligne, consulté le 5 août 2022)
27. ↑  Jacques Droz, Le socialisme démocratique 1864-1964, coll. « U », Armand Colin, 1968, p. 66.
28. ↑  Le Père peinard, 1894
29. ↑  (en) Paul F. Brissenden, The IWW: A Study of American Syndicalism, New York, Columbia University Press, 438 p., p. 57-67
30. ↑  Larry Portis, IWW, le syndicalisme révolutionnaire aux Etats-Unis, Spartacus, 2003, 160 p. (ISBN 2-902963-48-3)
31. ↑  « Préambule » , sur SITT-IWW, 15 août 2011 (consulté le 22 août 2022)
32. ↑  (es) Antonio BAR, La CNT en los anos rojos, del sindicalismo revolucionario al anarco sindicalismo 1910-1926, Akal, 1981, p. 72
33. ↑  (en) National Library of Ireland, « Irish Transport and General Workers' Union papers », Collection List No. 8,‎ retrieved 1 june 2013 (lire en ligne )
34. ↑  Roger Faligot, James Connolly et le mouvement révolutionnaire irlandais, Terre de brume, 1997 (ISBN 2-908021-95-1 et 978-2-908021-95-0, OCLC 417099784)
35. ↑  Antony Lorry, « Le syndicalisme révolutionnaire en Grande-Bretagne » , sur Fondation Pierre Besnard, 2 mars 2005
36. ↑  Ed, « The South African Wobblies: The Origins of Industrial Unions in South Africa - John Philips » , sur libcom.org, 2015 (consulté le 14 septembre 2022)
37. ↑  (en) Baruch Hirson, « Syndicalists in South Africa, 1908-17 » , sur libcom.org, University of London, 1993 (consulté le 14 septembre 2022)
38. 1 2  (en) Herbert Otto Roth, « Red Feds, 1913 strike and Alliance of Labour, 1913–35 » , sur Te Ara - The encyclopedia of New Zealand, 1966 (consulté le 11 août 2022)
39. ↑  (en) Erik Olssen, « Unions and employee organisations - Red Feds, 1913 strike and Alliance of Labour, 1913–35 » , sur Te Ara - the Encyclopedia of New Zealand, 2010 (consulté le 11 août 2022)
40. ↑  Une histoire du Syndicalisme Révolutionnaire en Belgique, intervention de Francine BOLLE, Chaine YouTube Union Communiste Libertaire BXL, 45:00 à 57:00.
41. ↑  « L'Humanité : journal socialiste quotidien », sur Gallica, 25 février 1909 (consulté le 9 août 2022), p. 1
42. ↑  Alfred Rosmer, Le mouvement ouvrier pendant la Première Guerre Mondiale, tome I, De l'Union sacrée à Zimmerwald, Réédition Les Bons Caractères, 2018 (1re éd. 1936)
43. ↑  Peter Carlson, Roughneck: The Life and Times of Big Bill Haywood (1983), pages 241.
44. ↑  (en) Wayne Westergard-Thorpe, « Towards a Syndicalist International: The 1913 London Congress1 », International Review of Social History, vol. 23, no 1,‎ avril 1978, p. 33-78 (ISSN 1469-512X et 0020-8590, DOI 10.1017/S0020859000005691, lire en ligne  [PDF], consulté le 9 août 2022)
45. ↑  (es) Antonio BAR, La CNT en los anos rojos, del sindicalismo revolucionario al anarco sindicalismo 1910-1926, Akal, 1981, p. 499.
46. ↑  Andrew Durgan, BOC 1930-1936 : el Bloque Obrero y Campesino, Editorial Laertes, 1996 (ISBN 84-7584-311-5 et 978-84-7584-311-7, OCLC 35865642), p. 30.
47. ↑  Pierre Milza et Serge Berstein, Le Fascisme italien, 1919-1945, Le Seuil, 1980, p. 98-103.
48. ↑  « 1927-07 La Ligue Syndicaliste (son rôle, son fonctionnement) », sur La Bataille socialiste, 5 août 2010 (consulté le 9 août 2022)
49. ↑  Christian Gras, Alfred Rosmer (1877-1964) et le mouvement révolutionnaire international, Maspero, 1971 (OCLC 917531330), à aller chercher
50. ↑  « Pepita Laguarda (1919-1936), the youngest female militian killed in action », sur katesharpleylibrary.net
51. ↑  (es) « Se cumplen 85 años del fusilamiento de las Roges del Molinar », sur Ultima Hora, 5 janvier 2022 (consulté le 13 avril 2023)
52. ↑  CNT-F, « Présentation » , sur Confédération nationale du travail, 28 octobre 2006 (consulté le 24 décembre 2022)
53. ↑  Guillaume Davranche, « CNT: Après la scission, quel future ? » , sur unioncommunistelibertaire.org, 6 janvier 2013 (consulté le 24 décembre 2022)
54. ↑  Novembre-décembre 1995 histoire d'un mouvement, revue Futurs, communiste autrement, hors série, mars 1996, 98 p.
55. ↑  « La tendance syndicale » , sur Comités syndicalistes révolutionnaires (consulté le 24 décembre 2022)
56. ↑  (en) « Articles | Liberty & Solidarity », sur web.archive.org, 23 juillet 2012 (consulté le 25 août 2022)
57. ↑  (en) « NSSN Syndicalists », sur web.archive.org, 7 octobre 2010 (consulté le 25 août 2022)
58. ↑  (en) « The Syndicalist » Advocating effective trade unionism », sur web.archive.org, 13 octobre 2011 (consulté le 25 août 2022)
59. ↑  (en) « what it says on the tin? memories of the NSSN », sur the commune, 10 mars 2011 (consulté le 25 août 2022)
60. ↑  « Entretien avec Keir Lauson de Liberty & Solidarity », Syndicaliste !, no 40,‎ novembre 2011, p. 12-14 (lire en ligne  [PDF])
61. ↑  FORM LM-2 LABOR ORGANIZATION ANNUAL REPORT
62. ↑  Industrial Workers of the World: annual returns.
63. ↑  (en) Philip Dawdy, « A Union Shop on Every Block », Seattle Weekly,‎ 7 décembre 2005 (lire en ligne, consulté le 10 janvier 2021).
64. ↑  « « 9 septembre : début de la plus importante grève des prisonniers-travailleurs aux États-Unis » [archive], 10 septembre 2016. », sur paris-luttes.info, 10 septembre 2016 (consulté le 6 juin 2018).
65. ↑  (en) « Live Updates from the National Prisoner Strike », Mask Magazine (consulté le 6 juin 2018).
66. ↑  (en) Joanna Fantozzi, « Starbucks union surpasses 200-store milestone », sur Nation's Restaurant News, 26 juillet 2022 (consulté le 31 juillet 2022)
67. ↑  Michael Schmidt, Black flame : the revolutionary class politics of anarchism and syndicalism, AK Press, 2009 (ISBN 978-1-904859-16-1 et 1-904859-16-X, OCLC 144596882)
68. ↑  Robert Graham, « Anarchism and the First International », dans The Palgrave Handbook of Anarchism, Springer International Publishing, 23 juin 2018 (ISBN 978-3-319-75619-6, lire en ligne), p. 325–342
69. ↑  « Salaire, prix et profit (Sommaire) - K. Marx », sur marxists.org (consulté le 15 octobre 2022)
70. ↑  « Un juste salaire quotidien », sur marxists.org (consulté le 15 octobre 2022)
71. ↑  « Le système du salariat », sur marxists.org (consulté le 15 octobre 2022)
72. ↑  « Les syndicats », sur marxists.org (consulté le 15 octobre 2022)
73. ↑  « Grève de masse, parti et syndicat (sommaire) - R. Luxemburg », sur marxists.org (consulté le 15 octobre 2022)
74. ↑  Félicien Challaye, Le Syndicalisme révolutionnaire, Revue de Métaphysique et de Morale, supplément à la Revue de métaphysique, no 6, novembre 1907, lire en ligne
75. ↑  (en) « Syndicalism and the SAC: a short introduction | libcom.org », sur libcom.org (consulté le 11 août 2022)
76. ↑  « Qui sommes-nous ? - Comités syndicalistes révolutionnaires », sur Tendance CSR (consulté le 9 juillet 2023)
77. ↑  « On se présente », sur Emancipation, 25 août 2019 (consulté le 9 juillet 2023)
78. ↑  « Présentation », sur Confédération nationale du travail : un syndicat de lutte des classes, autogestionnaire et sans permanent, 28 octobre 2006 (consulté le 9 juillet 2023)
79. ↑  « Orientations – Présentation – CNT-SO » (consulté le 9 juillet 2023)
80. ↑  (es) « Quiénes Somos - CGT - Confederal », sur cgt.org.es (consulté le 9 juillet 2023)
81. ↑  (en-US) Jacob Morrison, « The Case for Dual Carding », sur Industrial Worker, 2 décembre 2019 (consulté le 11 août 2022)
82. ↑  (en) Saction d'Umeå de la SAC, « New Declaration of Principle for SAC », Déclaration de principe de la SAC adopté au congrès de 2022 , sur www.sac.se (consulté le 11 août 2022)
83. ↑  Solveig Betnér (1 mars 2022). ”Tillsammans lyckas vi med organiseringen”. Syndikalisten (SAC).
84. ↑  (es) ROJO Enrique Ibáñez, « Las Razones Del Sindicalismo Revolucionario Boliviano », Estudios Sociológicos, vol. 16, no 47,‎ 1998, p. 359–91 (lire en ligne )
85. ↑  (es) Magdalena Cajías de la Vega, El movimiento minero y la democracia: el derrumbe del sindicalismo revolucionario, Institut français d’études andines, 2001 (ISBN 9789990501315, lire en ligne), p. 629-655

### Solidarité forever - Histoire globale du syndicat Industrial Workers of the World
Dirigé par Peter Cole, David Struthers et Kenyon Zimmer, traduit par Damien-Guillaume Audollent. Hors d'atteinte, 2021,  (ISBN 978-2-490579-82-2),  (ISSN 2677-8017).
1. 1 2  P.J. Welinder et le "Syndicalisme à l'Américaine" dans la Suède d'entre deux-guerres, par Johan Pries, p. 375-376.
2. 1 2  Ki Nga Kaimahi Maori Katoa, par Mark Derby, p. 267-286.
3. ↑  Les Wobblies des forêts du Grand Nord, par Saku Pinta, p. 203-224.
4. ↑  Les Wobblies des antipodes, par Verity Burgman, p. 241-266.
5. ↑  Tous les travailleurs, sans distinction de métier, de race ou de couleur de peau, par Lucien Van der Walt, p. 387-410.
6. ↑  Jim Larkin, James Connolly et le lock-out de Dublin en 1913, par Majory Murphy, p. 341-360.

### Personnalités associées

#### France
Personnalités historiques
- Fernand Pelloutier
- Victor Griffuelhes
- Pierre Monatte
- Émile Pouget
- Alphonse Merrheim
- Alfred Rosmer
- Raymond Dubéros
- Émile Chapelier (Belgique)
- Paul Delesalle
- Marie Guillot
- Henri Fuss (Belgique)
- Maurice Chambelland

Personnalités contemporaines
- Daniel Guérin
- Christian Mahieux

#### Italie
- Arturo Labriola
- Enrico Leone
- Angelo Oliviero Olivetti
- Alceste De Ambris
- Filippo Corridoni

#### Espagne
- Andreu Nin
- Pepita Laguarda Batet
- Joaquín Maurín
- Aurora Picornell
- Catalina Flaquer

#### Pays Anglo-Saxons
- James Connolly - Irlande
- James Larkin - Irlande
- Bill Haywood - États-Unis d'Amérique
- Daniel De Leon - États-Unis d'Amérique
- Joe Hill - États-Unis d'Amérique
- Mary Harris Jones - États-Unis d'Amérique
- Frank Little - États-Unis d'Amérique
- James Thompson Bain - Afrique du Sud
- Tom Mann - Royaume-Uni

### Sources et bibliographie
- Henri Arvon, L'Anarchisme, Presses universitaires de France, coll. « Que sais-je ? », 1951.
- Jean Maitron, Le syndicalisme révolutionnaire : Paul Delesalle, Les Éditions ouvrières, 1952, 170 pages.
- Christian Chevandier, « Le syndicalisme révolutionnaire, une indéniable pensée de midi », in Les Rencontres méditerranéennes Albert Camus, Albert Camus et la pensée de midi, Avignon, Editions A. Barthélemy, 2016, p. 153-171.
- Pierre Monatte, Syndicalisme révolutionnaire et communisme, F. Maspero, 1968, 463 pages.
- J. A. De Seixas, Mémoire et oubli : Anarchisme et syndicalisme révolutionnaire au Brésil : mythe et histoire, Maison des sciences de l'homme, 1992, lire en ligne.
- Irène Pereira, « L'esprit pragmatiste du syndicalisme révolutionnaire », Dissidences, Université de Bourgogne, no 5,‎ printemps 2013 (lire en ligne).
- Marco Gervasoni, L'invention du syndicalisme révolutionnaire en France (1903-1907), Mil neuf cent, Revue d'histoire intellectuelle 1/2006, lire en ligne.
- Henri Dubief, Le syndicalisme révolutionnaire, Armand Colin, Paris, 1969, notice en ligne.
- Théo Rival, Syndicalistes et libertaires. Une histoire de l’Union des travailleurs communistes libertaires (1974-1991), Éditions Alternative libertaire, 2013, notice Dissidences.
- Miguel Chueca, Déposséder les possédants : La grève générale aux « temps héroïques » du syndicalisme révolutionnaire (1895-1906), Agone, 2008
- Emile Pouget et Emile Pataud, Comment nous ferons la révolution, 1909, rééditions en 1995 chez Syllepse, lire en ligne: theanarchistlibrary ou wikisource